# Piano
Cet article concerne l'instrument de musique du XIXe siècle. Pour le prédécesseur de l'instrument, voir Piano-forte. Pour les autres significations, voir Piano (homonymie).
 (juillet 2025).

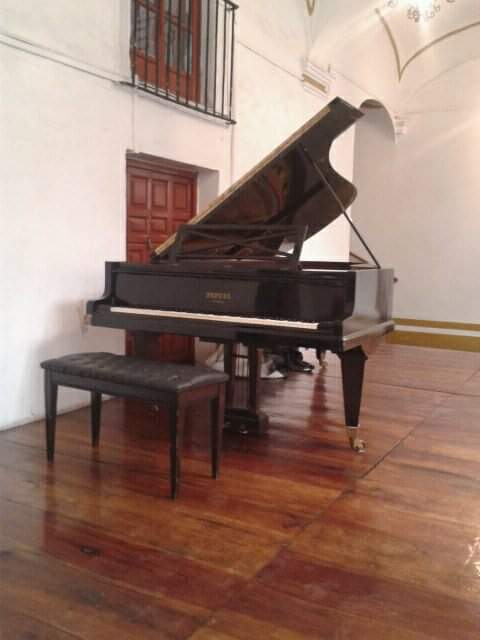
Piano à queue français grand queue de concert AL 278 Pleyel

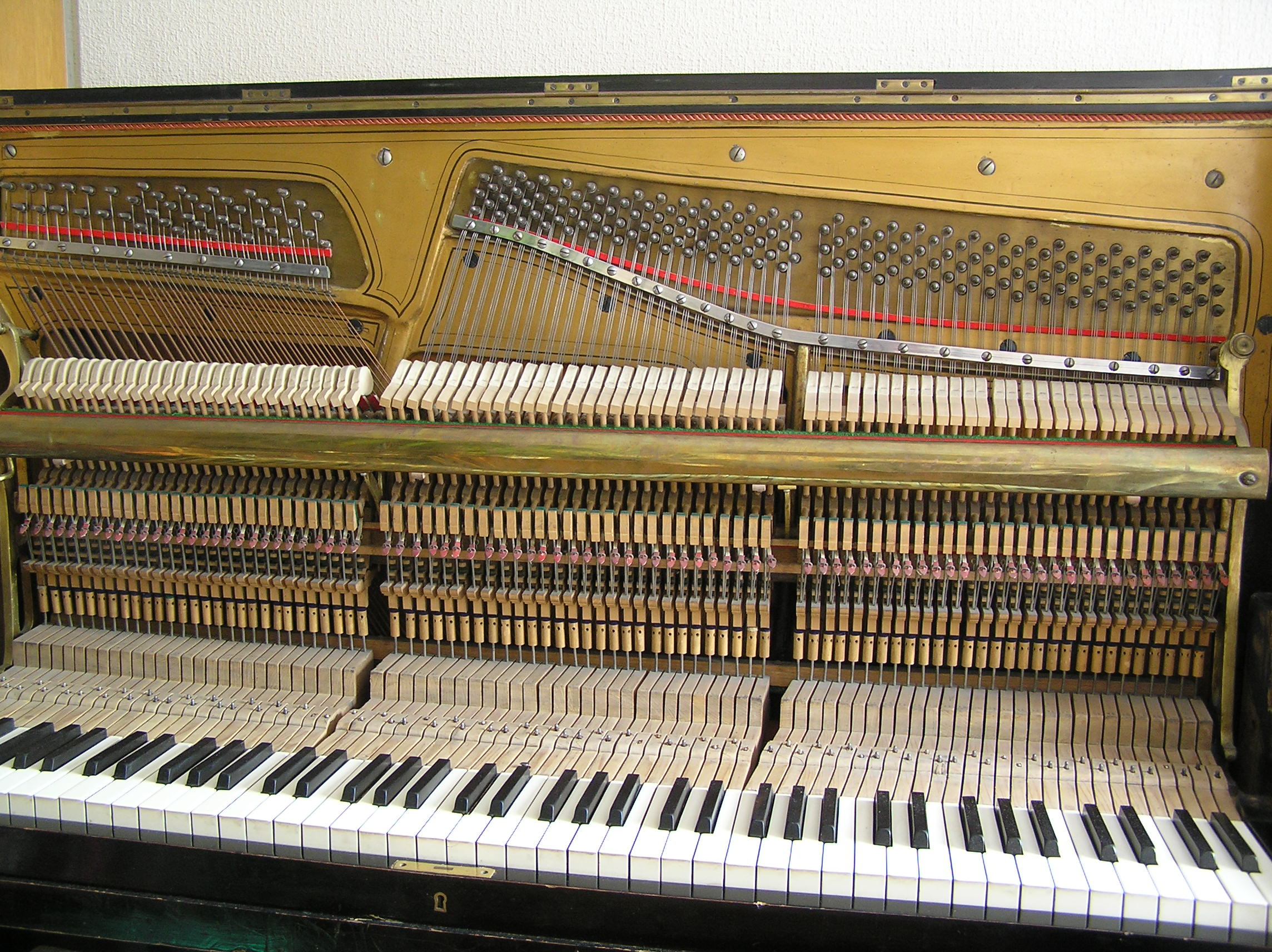
Intérieur d'un piano droit

Le piano est un instrument de musique polyphonique, à clavier, de la famille des cordes frappées. Le son est produit lorsque l'on appuie sur des touches noires ou blanches, grâce à l'action d'un marteau tapant la corde correspondant au placement de la touche et au son désiré. Il comporte 52 touches blanches et 36 touches noires, soit un total de 88 touches. Il y a deux sortes de pianos : 
- les pianos droits, avec les cordes verticales, intégrant les pianos girafes ;
- les pianos à queue, avec les cordes horizontales.

Il existe également des pianos numériques, qui ne possèdent pas de cordes.
Le nom de l'instrument provient d'une abréviation de piano-forte, son ancêtre du XVIIIe siècle, décrit par Scipione Maffei comme un « gravecembalo col piano e forte », c'est-à-dire un clavicorde ayant la possibilité de nuancer en intensité le son directement par la frappe des touches. Jouer progressivement de la nuance piano (doucement) à la nuance forte (fort) n'est pas possible avec des instruments comme le clavecin, l'épinette ou l'orgue.

## Différentes appellations
En français, le nom de « piano-forte » est réservé aux instruments anciens, assez différents du piano moderne. L'appellation « piano », courante en anglais et dans les langues latines hormis l'italien où il se nomme toujours pianoforte, varie d'une langue européenne à l'autre.
Dans les langues germaniques on l'a d'abord appelé Hammerklavier (spécification inscrite par Beethoven en tête de sa sonate op. 106 : Grosse Sonate für das Hammerklavier c'est-à-dire Grande sonate pour « clavier à marteaux ») d'où est resté en usage l'abréviation Klavier. L'allemand distingue toutefois Flügel, abréviation de l'ancien Hammerflügel (aile à marteaux) nommant le piano à queue. Il existe également d'autres locutions, comme zongora en hongrois, ou encore en russe Фортепьяно (de l'italien fortepiano, autre appellation) pour le nom générique, рояль (« royal ») pour le piano à queue, пианино (pianino : petit piano en italien) pour le piano droit qu'on appelle aussi, de manière plus formelle, Вертикальное фортепьяно (piano vertical, comme en espagnol), etc.

## Description
Le piano est un instrument polyphonique à clavier, dont les cordes sont frappées par des marteaux. Ses cordes sont tendues devant une table d'harmonie, à laquelle elles transmettent leurs vibrations par l'intermédiaire d'un chevalet ; elles sont frappées par des marteaux couverts de feutre, actionnés par l'enfoncement des touches du clavier. La vibration des cordes est arrêtée par un étouffoir en feutre, plus mou, lorsque la touche du clavier est entièrement relâchée. Le piano standard est composé de 36 touches noires et 52 touches blanches, soit un total de 88 touches. Il existe principalement des pianos droits et des pianos à queue. Le piano est généralement muni de trois pédales, actionnées par les pieds du musicien. Celle tout à gauche sert à diminuer le son, celle du milieu à l'étouffer ou à maintenir une note et celle de droite, à prolonger et à faire résonner l'ensemble des notes jouées.

## Histoire

### Invention du piano-forte

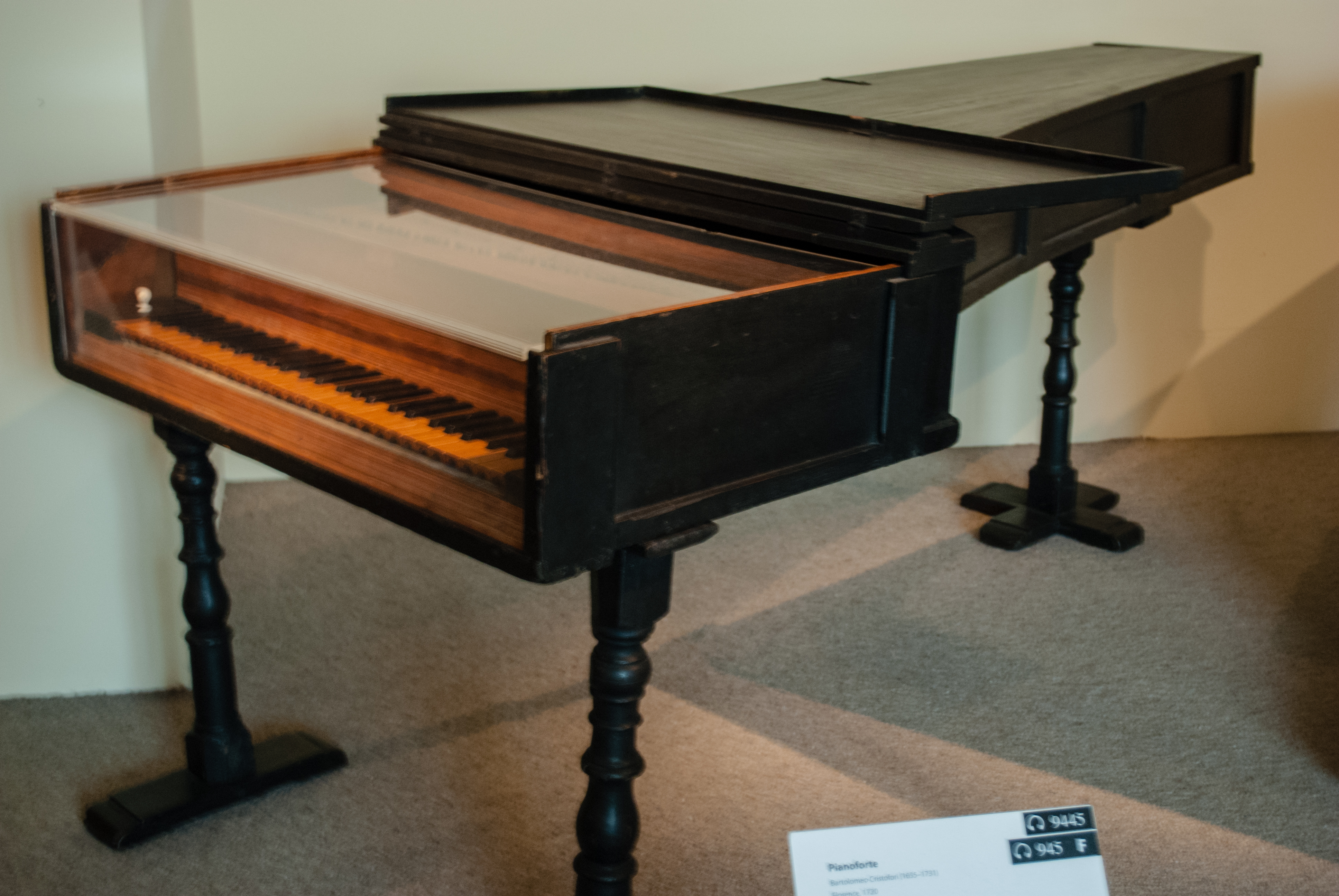
Piano-forte de Bartolomeo Cristofori (1720) - New York, Metropolitan Museum of Art.

Ressemblant au clavicorde ou au clavecin, le piano créé au début du XVIIIe siècle présente une mécanique totalement nouvelle. Contrairement à l'orgue ou au clavecin, le son du piano est modulable comme pour le clavicorde qui peut jouer « piano » et « forte ».
L'écrivain italien Scipione Maffei publie en 1711 la première description d'un gravecembalo col piano e forte qu'il a vu deux ans auparavant, incluant un schéma de son mécanisme ; cet article sera ensuite traduit et diffusé dans toute l'Europe. Les premiers exemplaires connus du pianoforte ont été fabriqués par Bartolomeo Cristofori à Florence. Seuls trois instruments ont survécu jusqu'à aujourd'hui. Ils sont conservés au Metropolitan Museum of Art de New York (1720), au Musée national des Instruments de musique de Rome (1722) et au Musikinstrumenten-Museum de l'université de Leipzig (1726).
La date de fabrication du premier piano-forte par Cristofori est incertaine, mais un inventaire réalisé par ses employeurs, la famille Médicis, indique l'existence d'un « clavecin qui peut jouer piano et forte » (« cimbalo che fa il piano e il forte ») en 1700. Cristofori ne construit en tout qu'une vingtaine de piano-forte jusqu'à sa mort en 1731, améliorant sans cesse son invention, sans qu'elle devienne un succès commercial malgré la qualité des instruments. Gottfried Silbermann, son premier et principal successeur de renom allemand, en fabrique dès 1726 sans tout d'abord parvenir à l'égaler, d'après les schémas publiés en 1709, sur lesquels les trouvailles ultérieures de Cristofori sont naturellement absentes.
Des documents décrivant des claviers utilisant des marteaux remontent aux XVe et XVIe siècles ; deux inventeurs proposent des croquis d'instruments similaires à celui de Cristofori, de manière indépendante mais sans jamais construire de prototype : le Français Jean Marius envoie en 1716 des plans de clavecin à maillets à l'Académie royale des sciences et l'Allemand Christoph Gottlieb Schröter réalise des croquis en 1717 (à l'âge de 18 ans) qui seront repris par la suite.
Le défi consiste à adapter un clavier au cymbalum, ce qui revient à actionner avec un clavier — et avec un bon degré de maîtrise — les marteaux du cymbalum tout en liant l'effet de ce dernier à l'étouffement du son. Cristofori n'est peut-être pas le premier à avoir relevé le défi mais il y consacre bien quelque trente années de sa carrière avec un succès technique indéniable quoique non reconnu de son vivant.
Le lien du piano avec le clavecin (instrument à cordes « pincées » par un ou des plectres, et sans maîtrise manuelle de l'intensité) est partiel puisque, au début, il hérite de sa forme avec sa partie harmonique mais se différencie par son mécanisme. Ses amplitudes sonore et expressive alliées au développement du concerto l'amèneront postérieurement à le concurrencer.
Les premiers pianos ont particulièrement profité des siècles de travaux et de perfectionnements apportés au clavicorde, notamment par le raffinement des méthodes de construction des structures (en bois à cette époque), ainsi que celles de la conception de la table d'harmonie, du chevalet et du clavier, peu standard aussi bien en taille qu'en allure. Cristofori était lui-même un facteur de clavicordes et de clavecins, bien au fait des techniques de fabrication de tels instruments et des connaissances théoriques associées à celles-ci.
La découverte principale de Cristofori est la résolution du problème mécanique intrinsèque aux pianos : les marteaux doivent frapper les cordes mais cesser d'être en contact avec elles une fois frappées afin de ne pas étouffer le son (en entravant leur vibration) ; ils doivent, de plus, retourner à leur position initiale sans rebondir, et cela rapidement pour permettre l'exécution de notes répétées à une vitesse satisfaisante. Cependant, cela posera des problèmes de stabilité mécanique presque jusqu'à la mort de Mozart (1791), voire au-delà, à mesure que l'exigence à l'endroit de l'instrument croissait.
Cristofori a apporté plusieurs innovations : l'échappement, le doublement et l'épaississement des cordes, les marteaux recouverts de cuir et le renforcement de la caisse.

### Facture allemande
Néanmoins, le premier facteur notable est Johann Gottfried Silbermann (1683-1753), issu d'une famille de facteurs d'orgues reconnue, qui en fabrique à partir de 1726. Les piano-fortes de Silbermann étaient presque des copies conformes de ceux de Cristofori, à partir des plans de Maffei de 1709 qui n'incluaient pas les trouvailles postérieures, à une exception importante près : ils possédaient l'ancêtre de la pédale forte (se présentant sous la forme d'un levier difficilement utilisable pendant le jeu) qui permet de relever en même temps tous (ou par moitié) les étouffoirs sur l'ensemble des cordes ; presque tous les pianos construits par la suite reprendront cette innovation. Silbermann montra à Bach l'un de ses premiers instruments dans les années 1730, mais ce dernier ne l'apprécia pas, trouvant le clavier lourd, les aigus trop faibles et la distorsion trop importante lors de l'attaque pour permettre des dynamiques véritablement intéressantes. Si ces remarques lui valurent une certaine animosité de la part de Silbermann, il semble qu'elles furent prises en compte ; en effet, en 1747, Bach (alors âgé de 62 ans, ayant sans doute perdu le goût des déconvenues dues à la susceptibilité aristocratique) approuvera une version plus récente et perfectionnée de l'instrument sur lequel il venait d'improviser des fugues à la demande de Frédéric II de Prusse, lui-même acquis à l'instrument, puisqu'il en possédait quinze. Quoi qu'il en soit, quelques œuvres postérieures à 1730, dont celles du 2e tome des Exercices pour clavier (le Concerto italien BWV 971 et l'Ouverture à la française BWV 831), portent nombre d'indications claires d'intensité piano et forte, pour un Clavicÿmbel mit zweÿen manualen, mais qui ne correspondent qu'à la registration demandée, c'est-à-dire, en l'occurrence, au choix du clavier sur lequel on joue: le clavier supérieur en effet est en général plus doux que l'inférieur. Bach et le piano, l'énigme reste ouverte.
L'essor de la facture de pianos eut lieu d'abord en Allemagne, puisque, Silbermann non seulement construisit des pianos entre 1726 et sa mort (en 1753) mais encore il forma nombre de facteurs réputés pour leur inventivité et la qualité de leurs instruments. Parmi les plus connus, dans l'ordre chronologique, on trouve : Christian Ernst Friederici (1709-1780) d'une famille de facteurs d'orgues aussi, installé à son compte dès 1737, Americus Backers (en) (mort en 1778), installé en Angleterre vers 1750 (la date exacte n'étant pas encore connue), Johannes Zumpe (en) (1726-1790) qui travaille à Londres dès 1756 pour le facteur de clavecins d'origine suisse Burckhardt Tschudi (1702-1773, ayant anglicisé son nom en Burkat Shudi, beau-père de son illustre successeur John Broadwood). Zumpe s'installe à son compte en 1761 et, enfin, Johann Andreas Stein (1728-1792) père de l'école viennoise (quoique n'ayant pas vécu à Vienne) qui, outre la transformation du système de levage manuel des étouffoirs en un mécanisme se présentant, jusqu'à la fin du XVIIIe siècle, sous la forme d'une ou deux genouillères (obligeant à lever le(s) genou(x) pour l'actionner au lieu de se servir d'une main), réinterpréta entre 1775 et 1785 le système d'échappement de Backers, créant la fameuse Prellmechanik (mécanique à heurtoir) qu'on a l'habitude d'appeler « mécanique viennoise ». Mozart ayant d'abord possédé, comme son père, des instruments Friederici devint un adepte de ceux de Stein en 1777.

### Facture anglaise
La facture anglaise s'est développée à la suite des « douze apôtres », apprentis de Silbermann, s'étant installés à Londres, Backers étant l'inventeur, en 1772, du pilote mobile (véritable échappement) permettant une répétition plus rapide et forte. John Broadwood (1732-1812) et Robert Stodart (de) (1748-1831) sauront tirer profit des trouvailles. Broadwood, après avoir produit des pianos d'après les plans de Zumpe, commença à étudier scientifiquement la manière de les perfectionner en sollicitant la Royal Society et le British Museum dès 1788 ce qui semble avoir conduit à la création de la double table d'harmonie qu'on trouve encore sur les pianos Pleyel jusqu'au milieu du XIXe siècle. L'engouement pour le piano qui s'est développé entre la fin de la décennie 1770 et le début de celle de 1790 fut tel que Broadwood abandonna la fabrication de clavecins, devenus difficiles à vendre, dès 1793. La construction de pianos devint un marché si porteur dans l'Angleterre du dernier quart du XVIIIe siècle que de nombreuses entreprises furent créées, attirant savoir-faire et capitaux.
Durant la fin du XVIIIe siècle et le début du XIXe siècle, l'école viennoise connut aussi son essor, comptant parmi ses membres, Anton Walter, Johann Andreas Streicher et sa femme Nannette Stein Streicher, fille du célèbre Johann Andreas Stein, devenue une remarquable factrice, Jakob Schelkle, moins connu puis, début XIXe siècle, Conrad Graf. Les pianos de style « viennois » étaient d'abord fabriqués sans cadre avec seulement un barrage en bois, deux cordes par note, et des marteaux recouverts de cuir. C'est pour des instruments de ce type que sont écrits les concertos et sonates de Mozart et les premières œuvres de Beethoven, bien que sa sonate op. 13 de 1799 porte le titre de « Grande sonate pathétique pour le clavecin ou le piano-forte », ce qui laisse entendre une relativement faible diffusion de l'instrument à Vienne à cette époque. Haydn, quant à lui, n'introduit les indications de nuance dans ses sonates qu'à partir de 1780 (Hob. XVI: 35), bien après Mozart. Le développement de l'instrument fut tel que des compositeurs, interprètes et pédagogues de renom tels que Muzio Clementi se lancèrent dans la production et la vente d'instruments (un consortium dirigé par Clementi acheta en 1798 l'éditeur et facteur Longman & Broderip, alors en faillite). Cet instrument avait un son plus doux et plus cristallin que celui des pianos modernes sauf à la frappe, particulièrement dans le forte, où il était plus criard ce qui imposait des précautions inhabituelles au clavecin mais qui s'estompèrent avec les progrès mécaniques. Cette clarté est perceptible dans l'écriture de Mozart à qui il arrive d'écrire des accords pleins à la basse qui sonnent de manière distincte (cf. concerto K 453, par exemple). Inutile de dire que l'effet de ce type d'écriture n'est pas le même, par exemple chez Bartók, un siècle et demi plus tard. L'introduction des améliorations venues d'Angleterre (notamment le renfort par des pièces en métal) se fit petit à petit, pour contrebalancer la concurrence des instruments Broadwood qui remportaient le suffrage des pianistes.

### Situation française

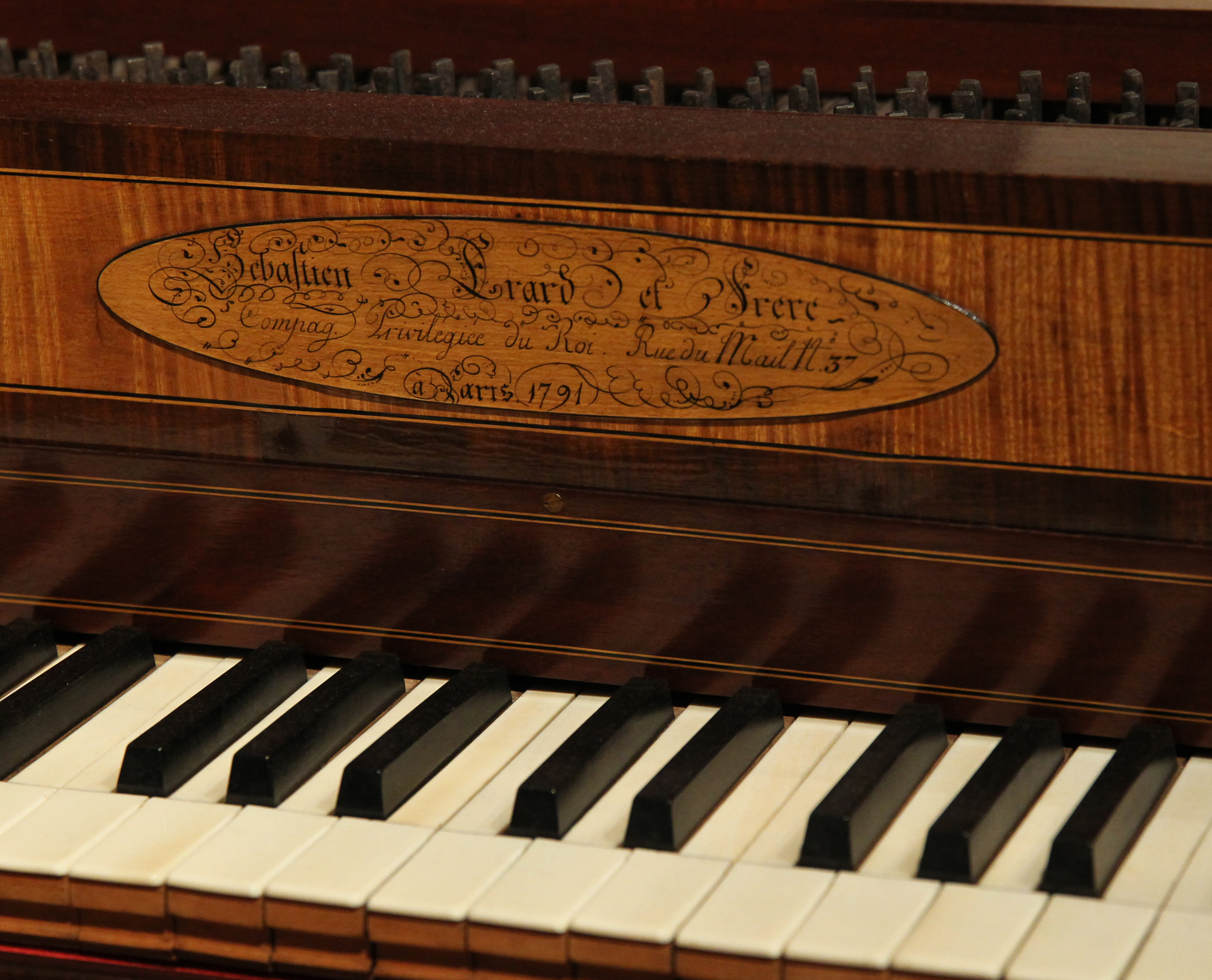
Piano Sébastien Érard et Frère de 1791, marque avec le « Privilège du Roi ».

En France, la situation politique et économique troublée de la fin du XVIIIe siècle et du début du XIXe siècle faisait que l'attrait pour le piano et le succès de ses ventes était moindre que ceux connus en Angleterre. Par exemple Sébastien Érard, facteur de pianos du roi jusqu'à la Révolution directement menacé par les révolutionnaires, dut s'exiler en Angleterre où il poursuivit son activité pendant les années les plus noires de la Terreur (et un peu au-delà : de 1792 à 1796 où il revint à l'occasion du calme qui se réinstaura peu à peu après la chute de Robespierre, avec l'instauration du Directoire (1795-1799)). La fabrique de pianos qu'il avait fondée à Londres devint prospère et poursuivit son activité en Angleterre tout au long du XIXe siècle.
Le piano du XVIIIe siècle fut une affaire d'artisans et de créateurs parfois très ingénieux travaillant en atelier, même si la structure économique et technologique anglaise annonçait le boom industriel à venir.

### Développement et mutations du piano-forte
On peut parler d'une période transitoire du piano entre la mort de Mozart (en 1791) et celle de Schubert (en 1828), mais s'il y a bien une accélération des transformations durant cette période, une observation attentive donne plutôt l'impression d'un continuum d'améliorations plus ou moins originales qui, en s'empilant, aboutirent à ce que l'on perçoit comme une mutation.
Durant la longue période s'étendant de 1780 à 1890, le piano-forte de l'époque classique va subir de très nombreux changements qui vont l'amener à sa forme actuelle de « piano moderne ». Cette évolution de l'instrument a été motivée par le besoin permanent des compositeurs et des pianistes d'un son plus puissant et de plus grandes possibilités expressives. Elle fut permise non seulement par la révolution industrielle en cours mais aussi par une étude plus scientifique des problèmes acoustiques et mécaniques de l'instrument qui a fini par dépasser les possibilités des artisans seuls travaillant en atelier, même les plus doués, mettant ainsi à disposition des facteurs de piano des procédés technologiques permettant, par exemple, de produire des cordes en acier de grande qualité et une plus grande précision d'usinage pour la production des cadres en fonte.
Certaines firmes poursuivirent leurs recherches sur des mécaniques solides mais aussi légères que possible. Blüthner, créée seulement en 1853 (une illustration du boom industriel allemand), en breveta une en 1885 qu'il installa sur différents modèles (y compris celui de concert de 2,80 mètres de long, jusqu'en 1915, un instrument étonnamment solide, puissant et léger), même si la répétition rapide demandait un peu de précaution (mais le débattement de la touche était court). La diversité était de mise tant que l'inventivité permettait de faire mieux que ses concurrents, au besoin soit en y incorporant leurs nouveautés ou encore en prenant le contre-pied ; l'aune étant la réussite commerciale. Néanmoins, la tendance générale de l'évolution de la mécanique fut vers l'alourdissement et il arriva même que certains modèles fussent évités en concert pour cette raison. Cela fut le cas jusqu'à il y a peu pour les Bösendorfer.
Quant à la tessiture, elle augmenta aussi conséquemment, passant de 4 octaves et demie des premiers pianos (5 octaves à l'époque de Mozart, 6 1/2 à l'époque de Chopin) aux 7 octaves 1/4, et parfois plus. Postérieurement 8 octaves voire, aujourd'hui exceptionnellement, 8 1/2.
Au fil des années, les instruments devinrent plus grands, plus puissants, et plus robustes. Par exemple la firme Burkat Shudi qui devint Broadwood envoya ses instruments à Haydn puis à Beethoven qui apprécia notamment la solidité du clavier, par rapport aux viennois qui s'enfonçaient - disait-il -, puisqu'il tapait de plus en plus à mesure que sa surdité augmentait; sans doute son « transmetteur de vibrations buccal » n'était-il pas très efficace. Broadwood fut la première firme à construire des piano-fortes avec une tessiture de plus de 5 octaves : 5 octaves 1/2 puis 6 entre 1789 et 1794 - faisant commencer certains au fa et d'autres au do - d'abord dans les pianos carrés puis, plus tard, dans les grands (ce qui permit à Beethoven de s'affranchir des limites courantes à partir de 1804 avec la Waldstein (op. 53) pour aboutir à 6 octaves et demie dès la fugue de la Hammerklavier (op. 106, de 1818) sans jamais aller au-delà, encore qu'aux mesures 114 et 115 il paraît difficile d'éviter le si-bémol de 28,5 Hz qui n'a pris corps, chez Broadwood, que deux ans plus tard puisque ce dernier a, dès 1820, proposé des pianos de 7 octaves, commençant sur le la de 27,5 Hz (le la, « A » en anglais, est la première note pour l'Europe du Nord). Les facteurs viennois suivirent avec un certain retard cette tendance, en particulier et immédiatement Conrad Graf, qui très rapidement cessa d'évoluer marquant ainsi sans doute la fin de la facture artisanale. Cependant les deux écoles issues du XVIIIe siècle se poursuivirent longtemps : celle de Broadwood visait la puissance et la robustesse, celle de Stein, plus sensible, la légèreté.

### Naissance du piano moderne

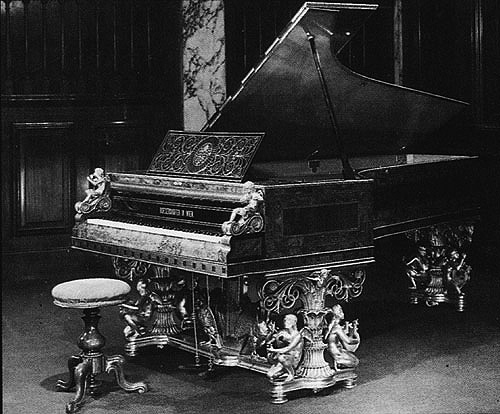
Piano à queue Hansen.

Le développement de l'instrument qui a conduit au piano que nous connaissons a été le fruit d'une collaboration concurrentielle entre des facteurs nombreux situés dans ce qui était - ou allait devenir - les principales puissances mondiales possédant un usage social ou individuel développé de la musique. La bourgeoisie adoptant l'instrument et la pratique musicale, les musiciens-compositeurs sont passés du rang de laquais à celui de génies et les pianos ont épousé le développement industriel et scientifique. Il en résulte que ce sont les Français, les Britanniques, les Allemands et, pour finir, les Américains qui sont les acteurs de la transformation de l'instrument au XIXe siècle.
En France, au cours des années 1820, Sébastien Érard (1752-1831), dont le nom s'orthographiait Erhard, natif de Strasbourg et arrivé à Paris en 1768, facteur de pianos dès 1777 et facteur du roi jusqu'à la Révolution (époque où  menacé par les révolutionnaires, il dut émigrer en Angleterre y étant facteur à Londres dès 1792 avec création d'une fabrique de pianos puis dépôt du nom en 1797), à la tête des pianos Érard et Ignace Pleyel (1757-1831), un Autrichien de Ruppersthal (dans un premier temps nommé directeur de musique à la cathédrale de Strasbourg qui menacé lui aussi durant la période révolutionnaire dut émigrer à Londres où il retrouva son maître, devenu son ami, Joseph Haydn), facteur de pianos installé à Paris à partir de 1807 fondateur des pianos Pleyel, se firent une concurrence importante, adoptant l'un « l'école de la robustesse » l'autre celle « de la légèreté ». Comme l'avait été Sébastien Érard avant la Révolution, Ignace Pleyel de même que son fils Camille, furent plus tard eux aussi, en même temps que Sébastien Érard et son neveu et successeur Pierre, facteurs de pianos du roi, Charles X sous la Restauration, puis Louis-Philippe sous la monarchie de Juillet. On sait que Chopin qui racontait que, dans son enfance, il avait eu un piano lourd, préférait Pleyel (qui lui offrait ses pianos) et Liszt, un mélange de virtuose et de « chevalier romantique » préférait, dans sa jeunesse, Érard. La firme Érard apporta certainement les innovations les plus importantes après son installation en Angleterre du fait de la concurrence directe avec Broadwood, surtout du point de vue de la mécanique de l'instrument. En témoignent plusieurs centaines de brevets qu'elle a déposés en France et en Angleterre décrivant des améliorations importantes dont le système à répétition double échappement, (dernier brevet de 1821) qui permet à une note d'être aisément rejouée même si la touche n'est pas encore revenue à sa position initiale ; une innovation que les grands virtuoses apprécieront avec le développement de la virtuosité (c'est-à-dire la maîtrise la plus rapide possible des difficultés traditionnelles ou innovantes). Le système sera amélioré en famille puis, vers 1840, par Henri Herz (un Autrichien de Vienne installé à Paris dès 1816). Le principe dit du « double échappement » devint finalement le mécanisme standard des pianos à queue, utilisé par tous les facteurs. Pleyel s'entoura d'excellents professionnels : Jean-Henri Pape (1789-1875, un Allemand de Sarstedt installé à Paris en 1811), et, quoique moins importants, Auguste Wolff (1821-1887) et Gustave Lyon (1857-1936). Camille Pleyel (fils d'Ignace) fit par ailleurs construire à Paris des salles de concert portant le nom de son père (la salle Pleyel que nous connaissons aujourd'hui a été inaugurée en 1927) et implanta la première usine électrifiée, préfigurant les méthodes de production modernes. Malgré tout, la production française aura, à l'origine, largement bénéficié des apports de l'école d'outre-Rhin (Pleyel, Pape).
Jean-Henri Pape, à Paris, semble avoir été à l'origine d'innovations ou adaptations importantes : dès 1813 il filait (avec du cuivre) les cordes en acier pour les basses (le procédé, dans la cithare, de la corde en métal filée par étirement, toujours en usage dans le piano, est connu depuis la seconde moitié du XIVe siècle). En 1826, il remplace la couverture en cuir des marteaux par du feutre (de la laine de mouton ou, à l'époque parfois de lapin, bien tassée) permettant une harmonisation plus fine du timbre de l'instrument au moment de la frappe.
Le triple cordage du médium et de l'aigu est, lui, généralisé par Broadwood, à Londres, dès 1817. L'emploi de l'acier filé au diamant se généralise dès 1834 et sa qualité n'a cessé de s'améliorer jusqu'à aujourd'hui ; plusieurs fabricants réputés existent en Allemagne : Röslau, Vogel[Qui ?], Rose[Qui ?], Gug[Qui ?]..., mais aussi de nouveau en France avec la renaissance d'une production française de cordes depuis les années 2000 : Stephen Paulello.

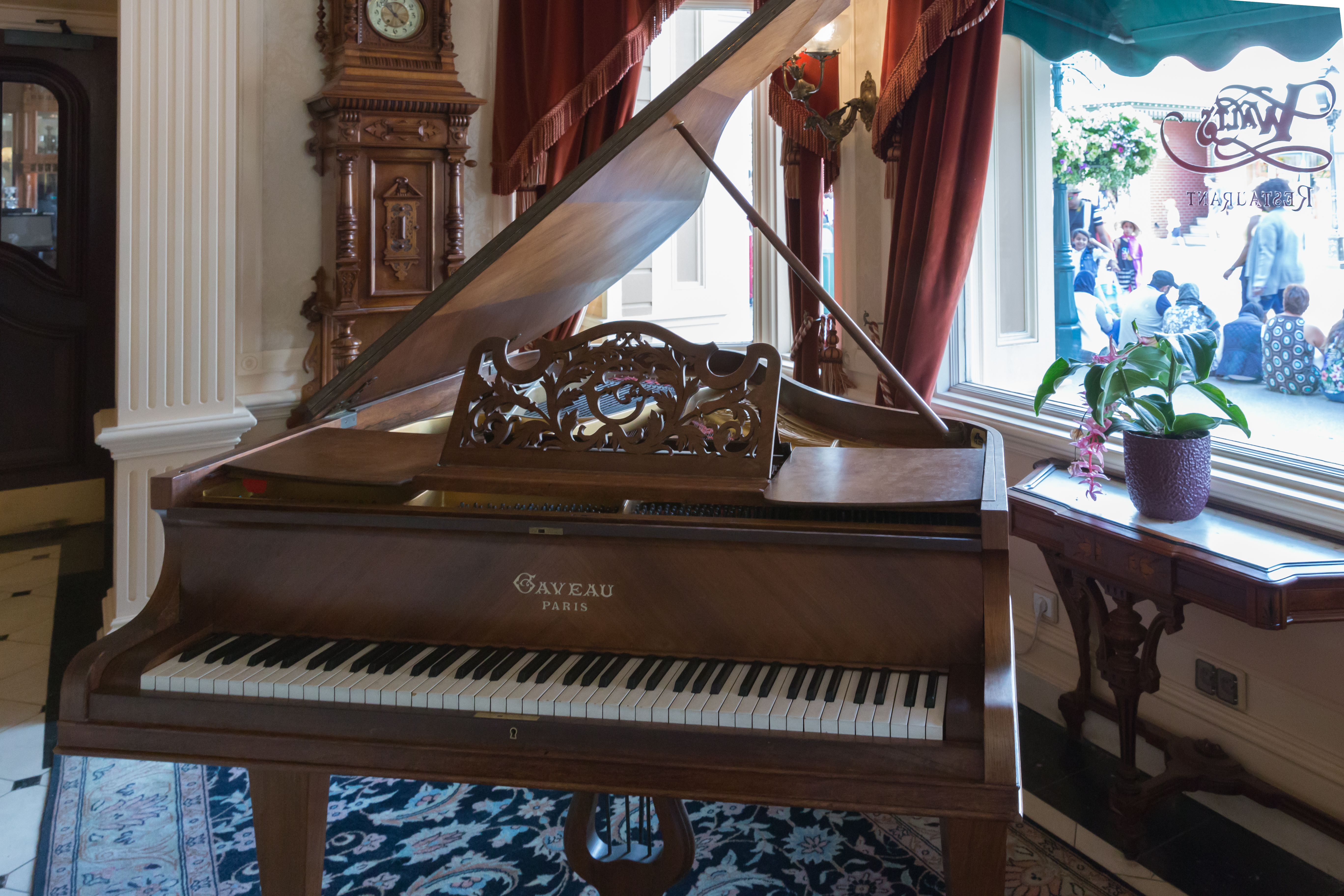
Piano à queue Gaveau en palissandre frisé Art nouveau à Disneyland Paris.

Toujours en France, de création un peu plus récente que ses devanciers Érard et Pleyel, c'est au tour des pianos Gaveau de voir le jour peu avant le milieu du XIXe siècle en 1847, ils connaissent eux-aussi une ascension rapide. Après avoir été apprenti dans plusieurs ateliers parisiens, Joseph Gabriel Gaveau crée en 1847 son premier atelier à Paris, établi rue des Vinaigriers. Dès ses débuts, il vise à fabriquer des pianos droits de qualité en imitant la construction des instruments Érard. Il s'attache spécialement à faire progresser la mécanique du piano droit, notamment en ce qui concerne l'angle de l'échappement. Il crée une mécanique selon ses spécificités que l'on appellera rapidement la « mécanique Gaveau », devenue en peu de temps  une référence en la matière. Les pianos Gaveau bénéficient en quelques décennies d'une réputation établie de haute qualité, reconnue tant sur le plan national qu'international. Ils sont récompensés par de très nombreuses distinctions en particulier lors des expositions universelles, obtenant entre autres la médaille d'or dès l'Exposition universelle de 1878 qui se tient sur le Champ de Mars à Paris, pour un système de barrage équilibré dans les pianos droits. On doit aussi aux pianos et à la famille Gaveau, la construction à Paris d'une salle de concert de grand renom, la salle Gaveau.
S'il existe un échange épistolaire entre les facteurs américains Thomas Loud et Alpheus Babcock (en), il semble que ce soit ce dernier, à Boston, achevant une tendance d'utilisation croissante de parties métalliques dans la fabrication du piano pour le renforcer, qui ait fondu, dans les années 1824-1825, en une seule pièce le premier cadre (c'est-à-dire l'armature située au-dessus de la table d'harmonie servant à supporter la tension sans cesse croissante des cordes due aussi bien à leur nombre qu'à leur masse) et, en 1828, il croise les cordes sur un piano carré (les cordes basses passant au-dessus des cordes blanches et portent sur un chevalet séparé). Cette configuration répartit mieux les tensions mais permet surtout une plus grande longueur de cordes pour un moindre encombrement, tout en ramenant le chevalet des basses au centre de la table où la faculté vibratoire de celle-ci est plus importante, donnant une plus grande puissance à l'instrument ; la disposition moderne des cordes était née. Il s'intéresse aussi à la couverture des marteaux. Jonas Chickering (en) qui, ayant assimilé les innovations de son prédécesseur, deviendra le premier fabricant de pianos du milieu du XIXe siècle aux États-Unis, à Boston aussi, dépose le brevet d'un cadre en une seule pièce (mais sans croisement des cordes) pour les pianos de concert, dès 1843. Dès le milieu du XIXe siècle les États-Unis semblent être plus prometteurs que l'Angleterre. L'Allemand Rönisch (de) brevettera un cadre d'une seule pièce seulement en 1866 (donc tardivement par rapport aux États-Unis mais en rapport avec l'époque du boom industriel allemand), époque où Steinway réussit aux États-Unis. Notons que Heinrich Engelhard Steinweg, anglicisé en Henry E. Steinway (1797-1871), de Wolfshagen, (Allemagne), n'a émigré à New York qu'en 1850, avec trois ou quatre de ces cinq enfants (Théodore, le plus doué s'occupant de l'atelier allemand Steinweg qui fusionnera, en 1858, avec l'entreprise de Friedrich Grotrian ; Théodore partant pour les États-Unis en 1865 donnera l'élan définitif à la marque déjà reconnue et la manufacture Steinway allemande ne fut fondée qu'en 1880, à Hambourg, pour les besoins européens). La pédale tonale est présentée en 1844 durant l'Exposition de Paris par Louis-Constantin Boisselot sur un de ses pianos, puis elle est améliorée en 1862 par Claude Montal et brevetée en 1874 par Albert Steinway qui la réintroduit alors. Le piano de concert moderne atteint sa forme (presque) actuelle dès le dernier quart du XIXe siècle.

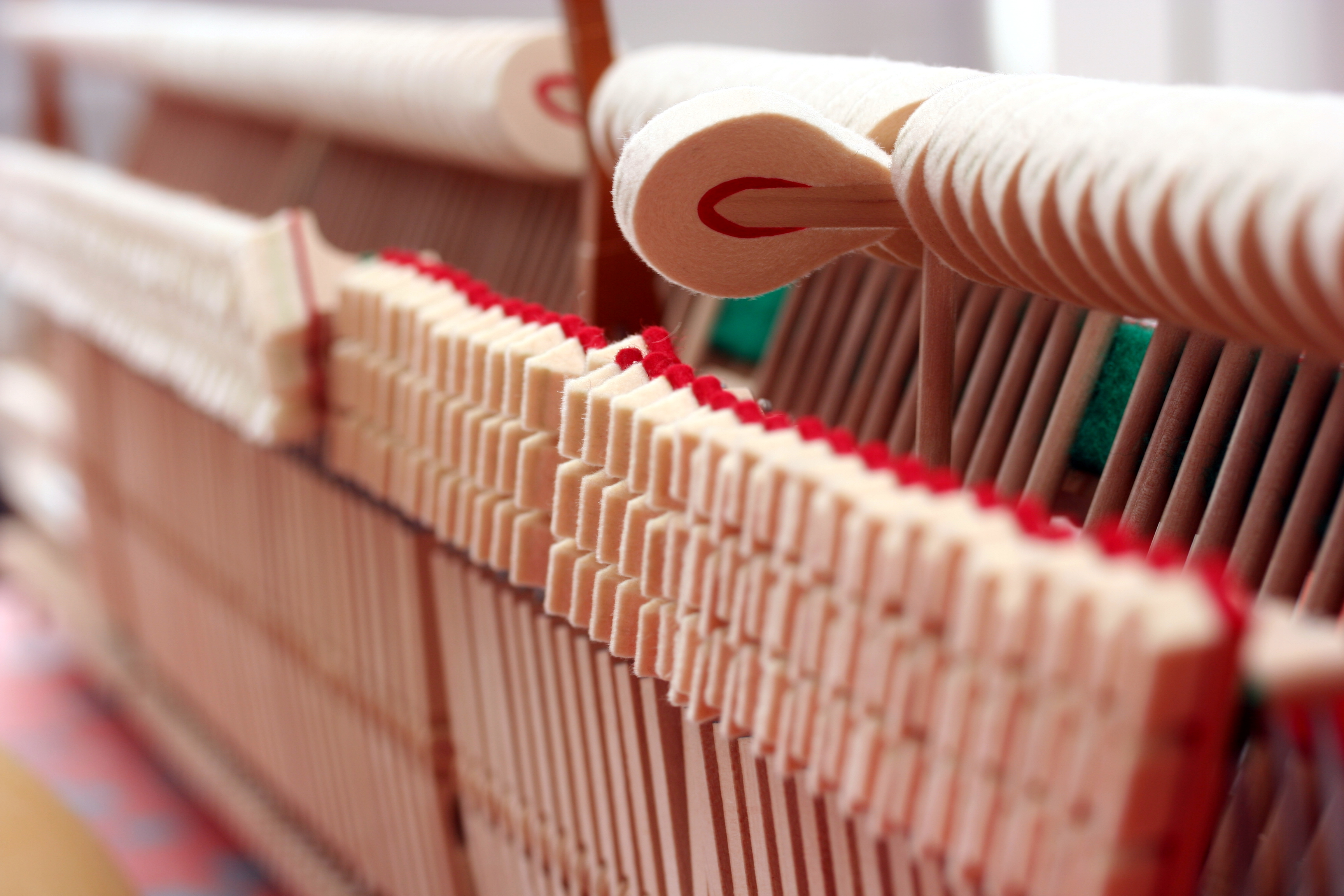
Marteaux recouverts de feutre.

Si on devait résumer en termes nationaux : sur une idée italienne reprise, perfectionnée et diffusée par les Français et les Allemands puis développée et industrialisée par les Britanniques postérieurement rejoints par les Américains qui l'achevèrent par un nouvel apport allemand, il en est sorti, il y a environ 150 ans, une synthèse constituant un standard aujourd'hui toujours en vigueur.

### Le piano dans le monde: une forte concurrence
Entre le milieu et la fin du XVIIIe siècle, époque de la fabrication artisanale en atelier, on a construit des pianos dans bien des endroits. Les ateliers ont parfois survécu pendant la période industrielle et il en existe même encore aujourd'hui qui ne sont jamais très anciens, par exemple en France. On a produit de (petits) pianos assez médiocres en Espagne, à Barcelone et Madrid au cours du XIXe siècle. En Amérique du Sud, l'Argentine a eu, au milieu du XXe siècle à Pilar (province de Buenos Aires), un atelier de production de pianos. Et même l'Afrique du Sud en a produit à la même époque. Mais l'Allemagne, en 1910 comptait plus de 300 facteurs.
Dans d'autres pays industrialisés, le piano a connu un développement spectaculaire au XXe siècle, comme au Japon, avec Yamaha firme fondée en 1887 mais fabriquant des pianos seulement depuis 1900, en plein boom de l'ère Meiji, qui produit aujourd'hui des instruments appréciés de façon contrastée : considérés remarquables et fort prisés par certains, leur sonorité est par trop standardisée et sans personnalité affirmée pour d'autres, pianistes et mélomanes. Il peut être noté à cet égard que le son spécifique du piano français, réputé pour sa sonorité « à la française », dite aussi « romantique », continue toujours d'être recherché et apprécié de nos jours par des pianistes concertistes internationaux. L'exemple de Valentina Lisitsa qui pour un concert donné en 2014 salle Gaveau donne la préférence à un piano Grand queue de concert Pleyel, après avoir essayé cinq instruments similaires de la marque Steinway, motivant le pourquoi de son choix,, vient illustrer ce point de façon particulièrement éclairante.
Quoi qu'il en soit, Yamaha poursuit de façon continue ses recherches en acoustique pour améliorer ses instruments. Son savoir-faire a essaimé d'abord au Japon avec Koichi Kawai (un ancien de Yamaha) fondée en 1927 puis en Corée avec les pianos Young Chang ou aussi Samick un des plus importants fabricants de pianos au monde en nombre d'unités produites,. Aujourd'hui c'est probablement la Chine, avec le marché d'instrument de musique le plus grand du monde, qui est sans doute aussi le premier producteur. 30 à 40 millions de jeunes chinois apprennent le piano, ce qui constitue le plus vaste marché actuel pour l'instrument en termes de débouchés commerciaux sur le plan mondial, avec le chiffre considérable de 350 000 pianos vendus par an rien que dans ce pays.
Pour l'instant les pianistes chinois sont plus reconnus que les pianos chinois (même si beaucoup de marques européennes, à l'instar de la production électronique, ont recours à des usines en Asie: Indonésie comme le fait par exemple pour partie Pleyel depuis les années 2010, Corée, Chine).
Cette croissance exponentielle de la production de pianos en Asie ne s'est pas faite sans conséquences douloureuses pour la situation des facteurs de piano historiques en France. Ces derniers sont dès la deuxième moitié du XXe siècle bientôt à la peine, lourdement impactés par une rude concurrence en particulier celle des pianos à bas coût venus d'Asie : japonaise d'abord, mais aussi ensuite chinoise puis coréenne. Les trois grands facteurs français Érard, Pleyel et Gaveau réunis dès les années 1960 dans les « Grandes marques réunies » pour tenter de survivre, sont spécialement confrontés à la concurrence des pianos produits en Chine vendus à prix cassés, cela alors que le marché français du piano neuf connaît par ailleurs un quasi-effondrement. Avec en particulier la numérisation des loisirs (jeux vidéo, internet) des jeunes générations, les ventes de pianos acoustiques ont été divisées par près de dix en l'espace de 40 ans où l'on est passé de 40 000 instruments vendus en 1980 en France, à seulement 8 000 en 2010, plus que 6 000 en 2020 et seulement 4 500 en 2024. Le développement des achats de pianos numériques en alternative au piano acoustique, pour des raisons d'encombrement et de prix réduits, a aussi participé de l'accroissement de cette forte chute depuis les années 2000, l'accélérant et la renforçant encore.
La Russie de son côté connut aussi un développement important de la fabrication de pianos principalement au cours du XIXe siècle. Il y eut encore quelques usines en URSS mais la seule ayant résisté au temps malgré les difficultés, se trouve en Estonie et porte le nom d'Estonia (en).

## Le piano moderne

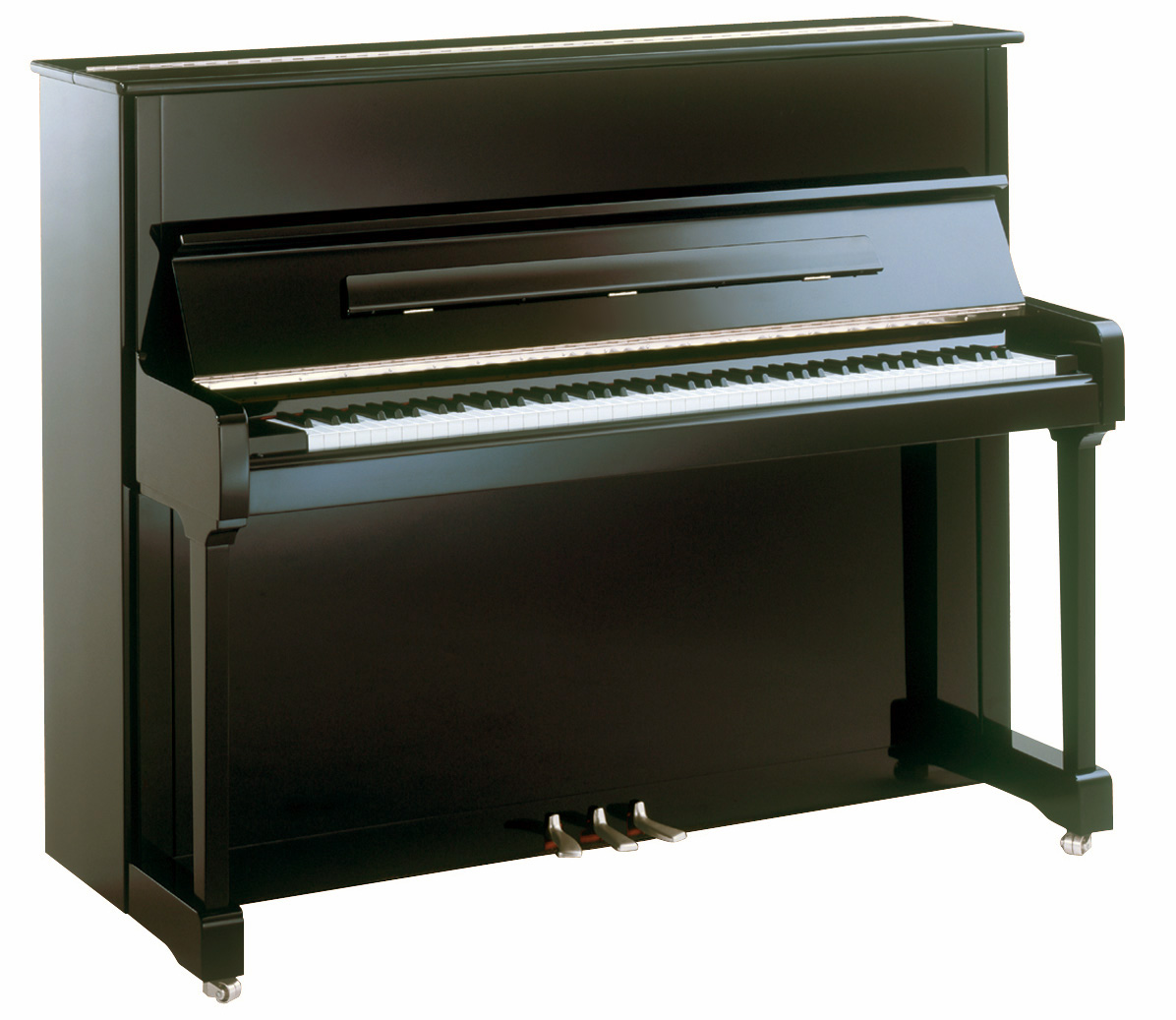
Piano droit moderne.
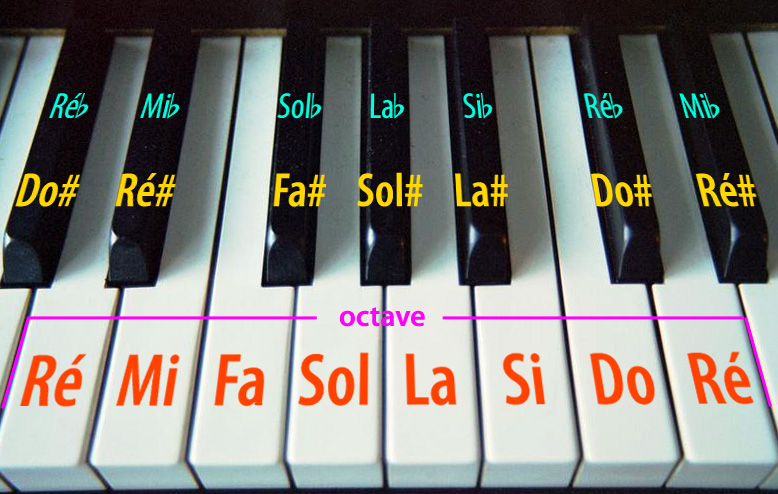
Un clavier.
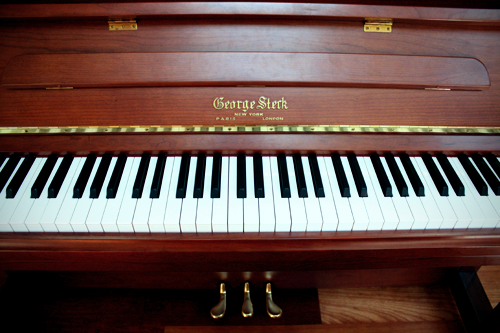
Photographie d'un piano moderne George Steck.

### Le clavier

Gamme des fréquences audibles sur un clavier de 10 à 12 octaves.

Le clavier du piano moderne est composé le plus souvent de 88 touches. Les 52 touches blanches correspondent aux sept notes de la gamme diatonique de do majeur et les 36 touches noires, aux cinq notes restantes nécessaires pour constituer une gamme chromatique. On observe généralement 7 octaves et quart sur un clavier.
Les touches du piano sont généralement faites en épicéa ou en tilleul, bois choisis pour leur légèreté ; sur les pianos de bonne qualité, l'épicéa est généralement préféré. Normalement[réf. souhaitée], les touches blanches ont une dimension de 13,8 cm par 2,3 cm avec un espace de 1 mm entre deux touches, et les touches noires ont une dimension de 7,8 cm par 0,9 cm. Historiquement, les touches noires étaient recouvertes d'ébène et les touches blanches d'ivoire ; cette matière étant devenue interdite depuis la mise en place de programmes de sauvegarde des éléphants, des matières synthétiques ont dû être créées pour la remplacer. Des facteurs de piano sont même allés jusqu'à proposer des matières plastiques imitant la sensation ou l'aspect de l'ivoire (mais avec une meilleure stabilité dans le temps) aux pianistes désireux de jouer sur un instrument plus « authentique » ; en guise d'ersatz, de l'os ou de l'ivoire fossile sont parfois employés. On ne regrettera ni l'ivoire, ni l'ébène si on peut disposer de matières synthétiques légères et évacuant mieux la transpiration digitale.
Le clavier n'a gagné guère qu'une demi-octave entre le dernier instrument de Cristofori et la fin XVIIIe siècle, passant d'abord de 54 à 60 touches puis, au cours du XIXe siècle, de 60 à 88, le standard d'aujourd'hui (même si Henri Pape présentait un piano de huit octaves, soit 97 touches, dès 1844 ; une excentricité encore à l'époque). Brahms exploite cette étendue standard dès 1881 dans son 2e concerto (op. 83) qui commence par un si bémol de 28,5 Hz et s'étend jusqu'au la dièse de 3 730 Hz (à la 58e mesure du 3e mouvement). Ce « standard » est parfois dépassé pour atteindre jusqu'à 102 touches. Le facteur autrichien Bösendorfer – racheté, mais respecté par Yamaha – en propose 97 depuis 1909 dans son modèle 290 dit « Impérial » qui descend ainsi jusqu'au do de 16 Hz, conçu à la demande de Busoni pour ses transcriptions d'œuvres pour orgue de Bach et, plus récemment, le facteur tasmanien Stuart & Sons (en), avec des instruments de 102 touches, ajoute encore une quarte dans les aigus allant jusqu'au fa de 5 467 Hz. Actuellement[C'est-à-dire ?], Bösendorfer couvre de noir les touches normalement blanches afin de ne pas troubler les pianistes habitués au clavier de 88 touches tandis que Stuart & Sons ne propose pas d'aménagement particulier, comme on le faisait au cours du XIXe siècle sans qu'on s'offusquât.

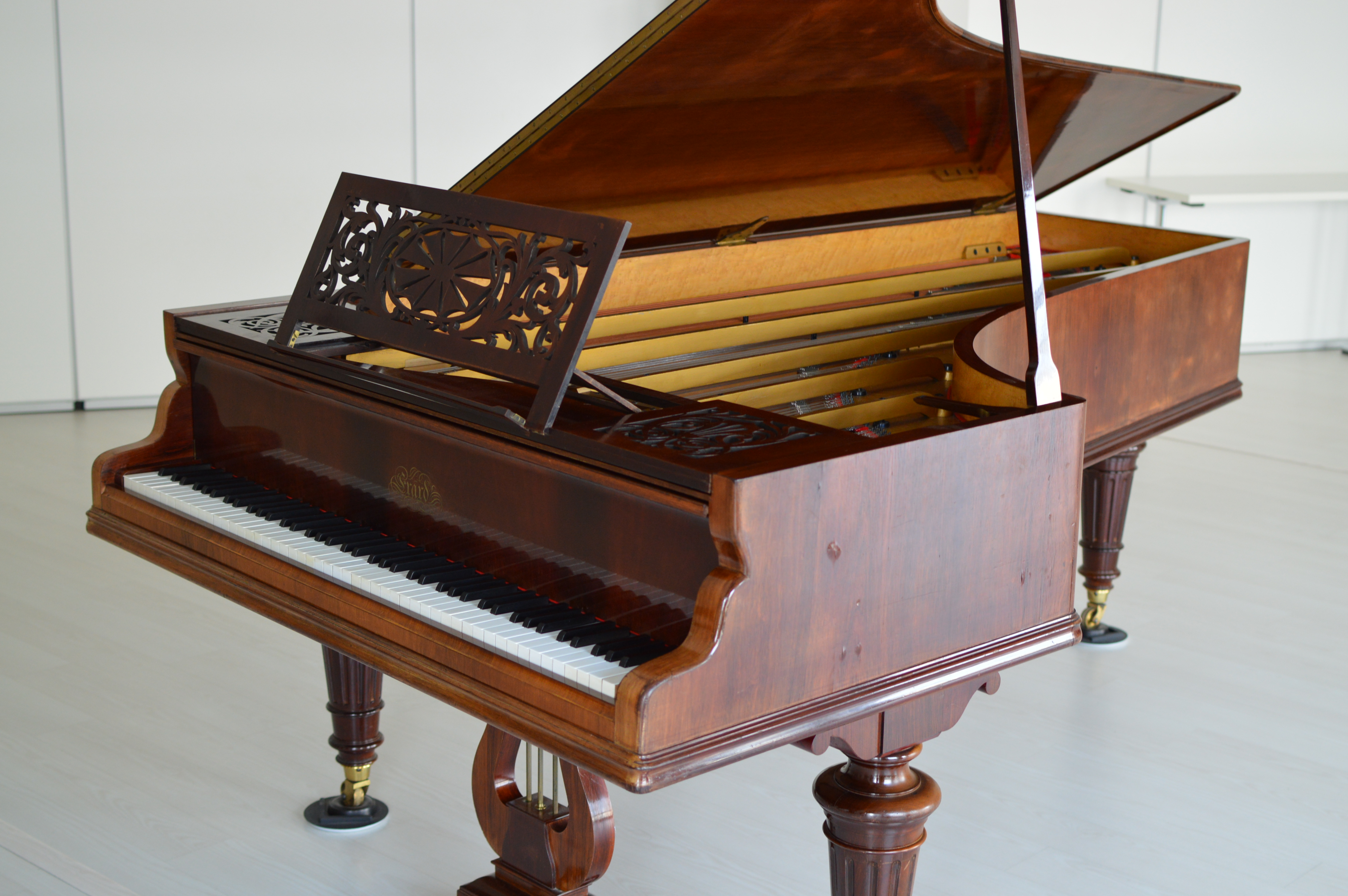
Piano grand queue de concert Érard de 1907,.

Peu d'œuvres exploitent les claviers très étendus, les principales étant sans doute Une barque sur l'Océan (3e pièce des Miroirs, de 1905), où Ravel a écrit un sol de 24 Hz à la 47e mesure peut-être inspiré par les quelques Érard 3bis (construits en faible nombre tout au long de la vie de Ravel) qui s'étendaient jusque-là. On trouve ailleurs des velléités d'emploi de cette étendue (car les notes écrites sont des la de 27,5 hz) dans les Jeux d'eau (mesures 55 et 59) et encore dans le Scarbo (mesure 15), ces « contractions » de l'écriture – différemment résolues selon les auteurs et les époques – sont un héritage ancien. On en trouve chez Mozart (par exemple Concerto no 17 KV 453 III, m. 56) ou un peu partout chez Beethoven (notamment dans la Hammerklavier, m. 115) et plus rarement chez Chopin (1re étude op. 10 m. 25-26 et Fantaisie op. 49 m. 24, 32, 112 et 116). Mais, à l'inverse, Scriabine, en 1912, à la fin de sa 6e sonate, mesure 370 de la portée supérieure (et 365 de l'inférieure), a écrit un ré de 4 597 Hz, qui n'est jouable que depuis la fin du XXe siècle sur des pianos australiens comme le modèle « Grand Concert » à 102 touches du Stuart & Sons, puis encore Bartók, en 1931, dans son 2e concerto, 295e mesure du 1er mouvement, descend au fa de 21 Hz et encore ailleurs au sol de 24 Hz (m. 305 du 1er mouvement et m. 325 du 3e mvt.). Il semble considérer qu'il s'agit de l'étendue normale du clavier puisqu'il traite la transposition de l'orchestre de la même manière (cette écriture fait appel à un Bösendorfer). De son côté, Busoni, le promoteur de la dernière étendue du piano dans le grave, fait peu usage de ces notes supplémentaires en tant que compositeur (on ne voit guère des notes écrites en deçà du sol de 24 Hz comme à la fin de la Toccata BV287 ou à la fin du 4e mouvement du 1er cahier indien BV267). Malgré les efforts aussi révolutionnaires que pré-révolutionnaires de Scriabine, l'Union soviétique ne devait pas considérer comme une priorité de battre les Américains avec l'étendue du clavier, ainsi Chostakovitch, dans son concerto op. 102 (m. 258 et 266 du 3e mvt.) omet l'écriture du contre sol à l'octave (alors que les autres octaves sont écrites).
Il existe des exemplaires rares de pianos contemporains possédant moins de 88 touches et encore beaucoup de pianos anciens n'en possédant que 85. L'étendue de l'écriture d'une œuvre est un compromis du compositeur avec les moyens de son époque, certains d'entre eux militant par leurs œuvres pour l'extension de l'instrument, Beethoven en tête puisqu'il profita de son vivant d'une octave et demie supplémentaire. L'œuvre, pour être diffusée, doit rester exécutable sur les pianos dont disposent les futurs interprètes.
Le piano jouet, quant à lui, ne comporte généralement qu'une octave de Do5 à Do6 ou de Do4 à Do5. Certains modèles de la marque Michelsonne possèdent deux ou trois octaves.

### Le mécanisme

Mécanisme d'un piano à queue (légende).

Mécanisme d'un piano droit (légende).

L'un des mécanismes primordiaux du piano est le mécanisme d'échappement. Si la touche et le marteau étaient directement liés, lors de la propulsion de ce dernier vers la corde, il resterait bloqué sur celle-ci, entraînant un étouffement du son. Afin d'éviter cet assourdissement, le marteau est propulsé par l'intermédiaire d'une pièce en forme d'équerre, le « bâton d'échappement », qui bascule en arrière lorsque sa partie horizontale atteint une butée réglable, le « bouton d'échappement ». Ainsi le marteau est libre de repartir en arrière dès qu'il a percuté la corde, qui peut alors vibrer sans être étouffée par celui-ci.
Pour éviter que le marteau ne reparte sans contrôle dans la mécanique, il se bloque dans l'« attrape », pièce solidaire,
- pour les pianos droits, du chevalet (pièce de base du mécanisme, distinct du chevalet de table d'harmonie, qui porte les cordes),
- pour les pianos à queue, de la touche.

Simultanément, l'enfoncement de la touche actionne l'étouffoir, permettant à la corde de vibrer librement jusqu'à ce que cette première soit relâchée.
Ce système, qui est présent sur tous les pianos depuis l'origine, a un défaut : tant que la touche n'est pas revenue entièrement à sa position initiale, on ne peut jouer à nouveau la note, ce qui pose un problème pour le jeu rapide.
Afin de régler ce problème, Sébastien Érard inventa le système appelé « à mécanique de répétition » (appellation plus exacte que « double échappement » car il n'existe bel et bien qu'un seul mécanisme d'échappement dans les pianos). Dans ce mécanisme sont ajoutés un levier supplémentaire et un ressort placé de manière à repousser le mécanisme vers le bas et le marteau vers le haut. De cette façon, lorsque le marteau échappe à l'attrape par relâchement de la touche, il est aussitôt replacé au-dessus du bâton d'échappement, ce qui permet de rejouer la note sans même avoir relâché la touche entièrement ; si le ressort est trop tendu, il arrive même que le marteau frappe par lui-même une seconde fois la corde : on nomme ce phénomène « grelottage ».
Toujours en France, des innovations continuent de voir le jour jusque dans les années 1960. Le pianiste concertiste György Cziffra s'intéresse de près à la facture instrumentale des pianos de concert, ce qui n'est pas tellement fréquent chez les pianistes virtuoses. Il apprécie particulièrement le son des pianos français, avec leur sonorité romantique typique dite « à la française ». Aussi, est-ce dans cet esprit qu'en collaboration étroite avec la Manufacture de pianos Gaveau, il conçoit en 1961 avec M. Gaveau, une modification significative des marteaux du grand queue de concert n° 5 de la marque,, dont il possède en outre un exemplaire personnel qu'il joue à son domicile de Cormeilles-en-Parisis.

Schéma d'un piano à queue en coupe (légende).

### Le pédalier (appelé «lyre» sur un piano à queue)

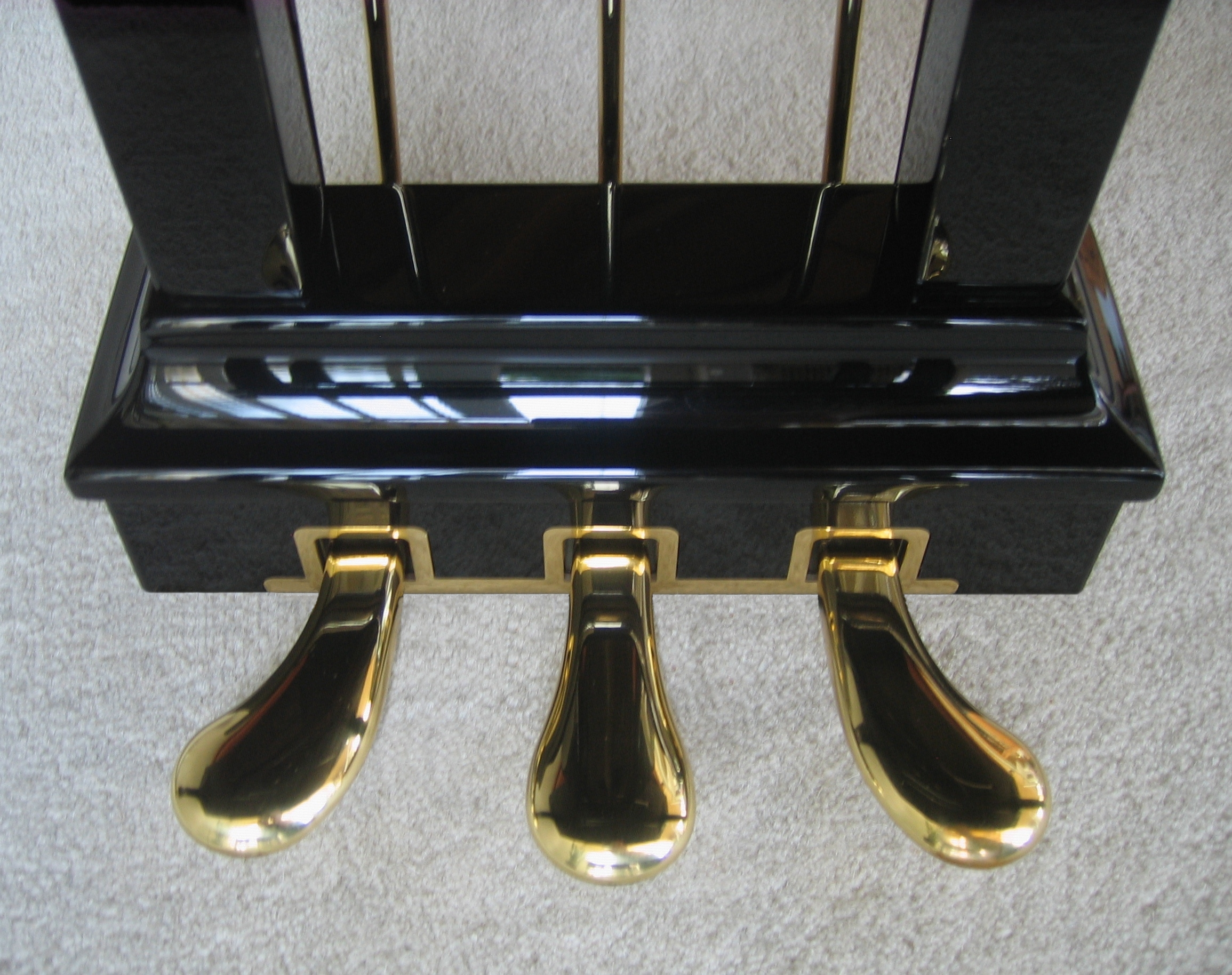
Pédales de piano.

Le pédalier d'un piano est généralement composé de deux ou trois pédales, éventuellement quatre, mais la quatrième est très rare.
- À droite, la pédale forte sert à prolonger le son et à augmenter la résonance en relevant l'intégralité des étouffoirs, laissant les cordes vibrer librement.
- À gauche, la pédale douce (ou una corda) permet de déplacer le clavier d'un piano à queue et les marteaux de telle manière qu'il n'y ait plus que deux des trois cordes attribuées à chaque note qui soient frappées ou, sur certains dispositifs, que les trois cordes soient frappées avec la partie moins tassée des marteaux. Sur un piano droit, cette pédale rapproche les marteaux des cordes, ce qui diminue la vitesse de frappe et allège le toucher. Dans les deux cas, le volume sonore est diminué et dans celui du piano à queue, le timbre de l'instrument subit aussi des changements, car le mode vibratoire des cordes est différent suivant que deux ou trois d'entre elles soient frappées. Sur les pianos Stuart & Sons, les deux différents mécanismes de la pédale douce sont présents, ces pianos possèdent donc quatre pédales en lieu et place des trois habituelles.
- Sur certains pianos, la pédale du milieu est une pédale de soutien aussi dénommée sostenuto ou tonale qui permet de tenir une ou plusieurs notes déjà jouées et en train de résonner au moment où cette pédale est enfoncée. Cette pédale tient les étouffoirs levés lorsqu'on relâche la touche. Cette pédale est bien plus souvent présente sur les pianos de concert que sur les pianos d'étude, et le répertoire pianistique n'en fait qu'un usage limité aux besoins de l'interprète ; on peut par exemple s'en servir avec un effet très heureux entre les mesures 101 et 102 du 1er mouvement du 2e concerto de Brahms ; le type d'écriture semble le suggérer.
- Sur certains pianos droits, la pédale du milieu est une sourdine, appelée parfois pédale d'appartement ou pédale moliphone. Elle sert à réduire le volume sonore grâce à un feutre s'intercalant entre les marteaux et les cordes lorsqu'elle est enclenchée. Cette sourdine ne joue aucun rôle dans l'interprétation mais sert uniquement à amenuiser le son afin de ne pas déranger l'entourage du pianiste.
- Sur d'autres pianos droits, principalement américains, la pédale du milieu est une pédale forte qui ne fonctionne que pour les notes graves, le plus souvent à partir du 2e Mi jusqu'au premier La.
- Sur certains pianos équipés de capteurs MIDI et d'un synthétiseur additionnel, la sourdine peut avoir été supprimée, et la pédale du milieu actionne alors une barre rotative garnie de caoutchouc, qui arrête la course des marteaux avant qu'ils ne touchent les cordes, permettant de jouer sur la seule partie électronique de l'instrument, le toucher reste plus proche d'un piano que certains claviers électroniques, mais le fait de devoir arrêter les marteaux plus loin des cordes entraîne un léger dérèglement du fonctionnement optimal, ce qui dégrade légèrement l'acoustique normale ou demande des corrections de l'intonation des marteaux (renforcer le timbre pour le préserver malgré la propulsion moins grande du marteau). Ces systèmes s'installent en général assez facilement sur tout piano droit et même sur des pianos à queue.
- Lorsqu'elle existe, la quatrième pédale, dite pédale harmonique, a un double effet : lorsqu'elle est enfoncée à moitié – en rémanence –, les étouffoirs se soulèvent, et seuls les étouffoirs des notes jouées retombent au relâchement des touches ; c'est l'inverse de la pédale tonale. Lorsqu'elle est enfoncée complètement – en résonance –, elle se comporte comme une pédale forte ordinaire. Cette configuration permet d'insérer au milieu d'une séquence de résonance générale une gamme articulée par les étouffoirs. La résonance générale demeure ainsi jusqu'au relâchement complet de la pédale, avec un ou plusieurs traits de notes articulées joués au cours de cette séquence. Cette quatrième pédale, d'un usage peu répandu, a ainsi soit le même effet que la pédale de gauche des pianos droits (Fazioli, Stuart & Sons), soit est dite pédale harmonique (Feurich) et permet, lorsqu'on l'enfonce entièrement de lever tous les étouffoirs sauf celui de la note jouée. Elle a été mise au point par Denis de La Rochefordière.
- Le musicien a également une influence sur l'intensité du son produit par la touche, plus il appuie fort, plus le son augmente et inversement. Il ne nécessite donc pas toujours d'utiliser la pédale pour intensifier le son[34].

### Partie acoustique

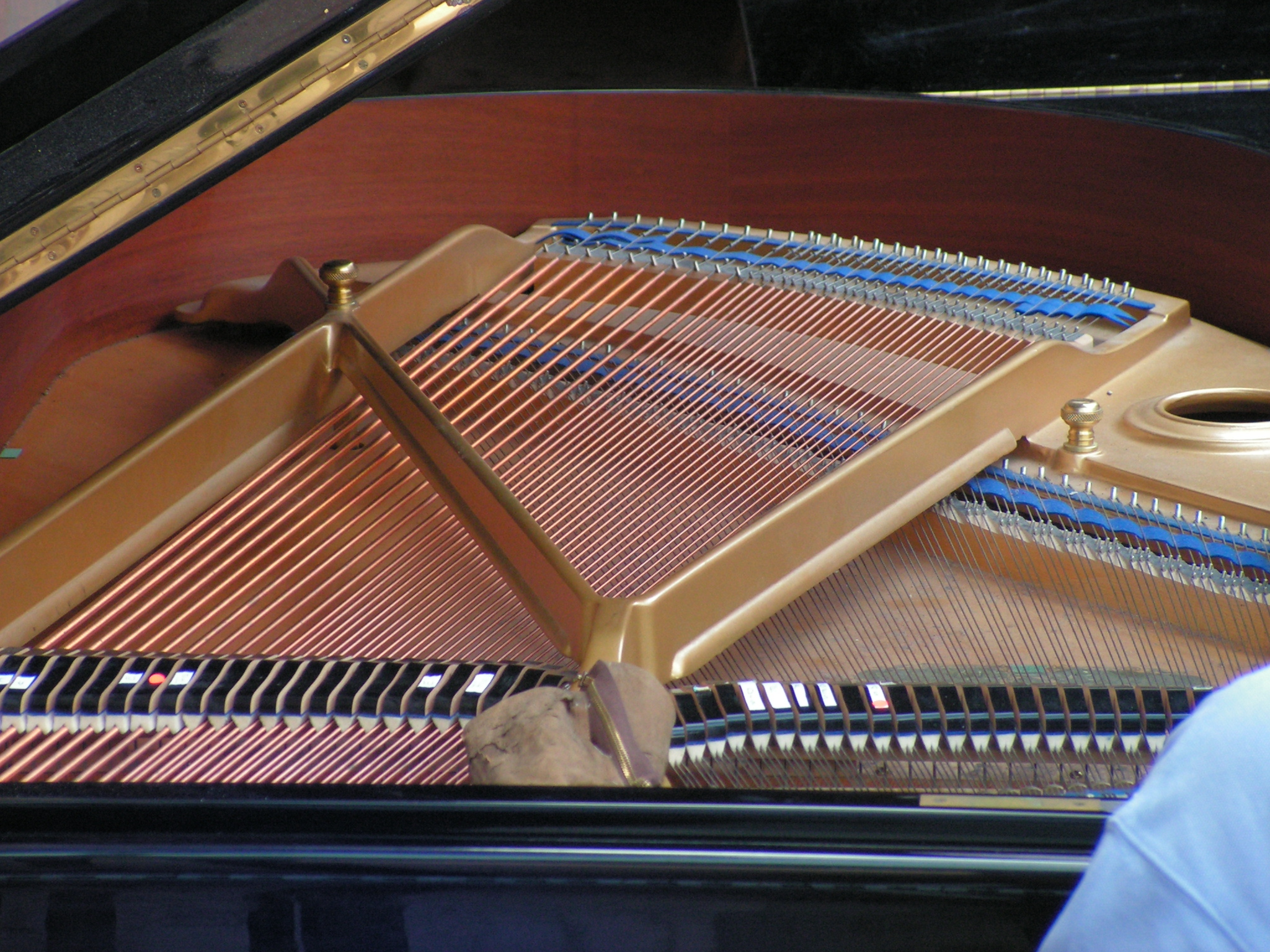
Cordes et étouffoirs dans un piano à queue. Les cordes aiguës (en acier) croisent les cordes graves (en cuivre).

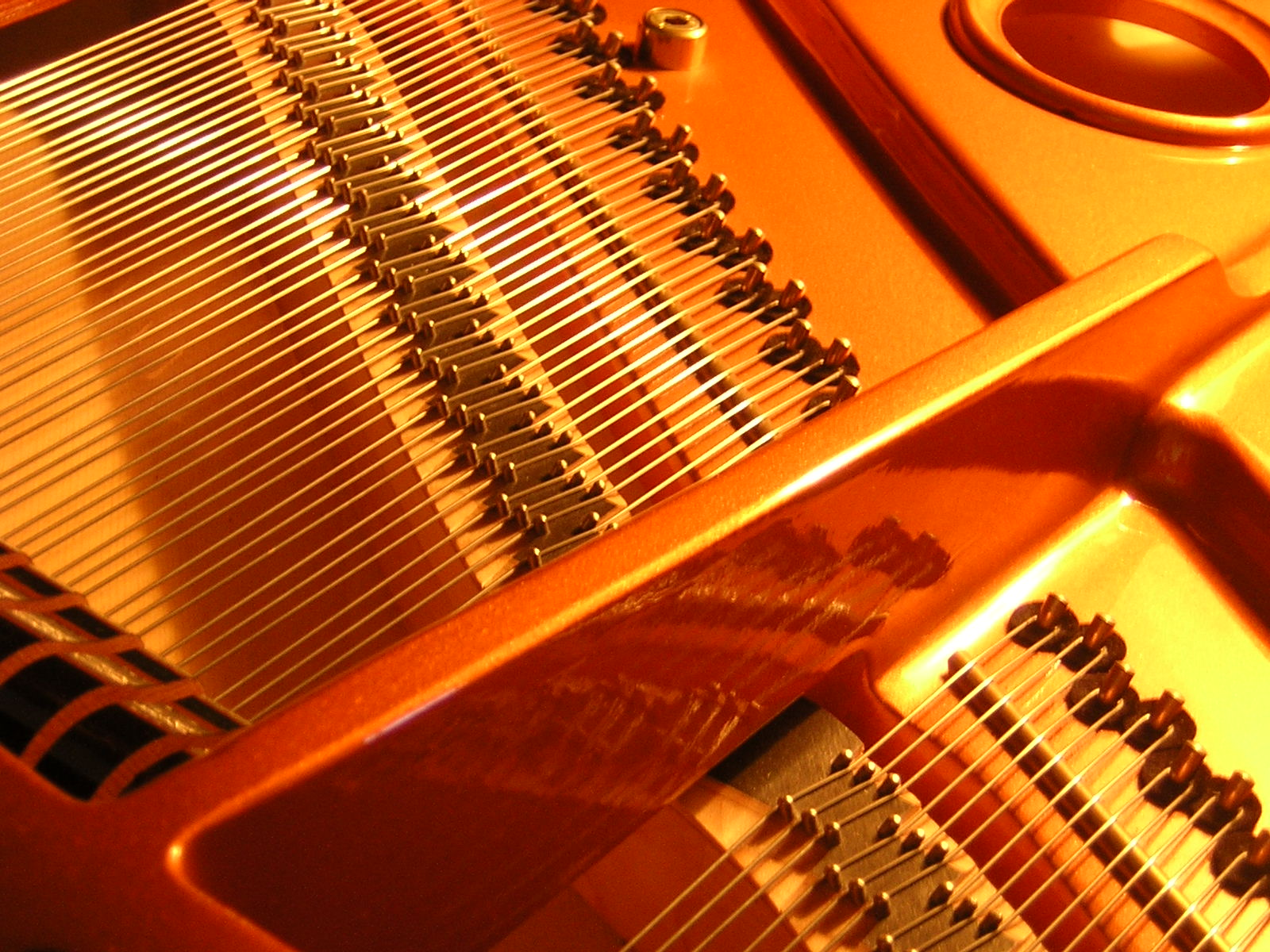
Pointes d'accroche des cordes, chevalet.

#### Les cordes
Les cordes de piano sont en acier extrêmement solide et sont de diamètre variable : d'environ 0,8 mm pour les notes les plus aiguës jusqu'à 1,5 mm pour les notes les plus graves. Les cordes des basses sont dites filées, le fil d'acier principal, nommé âme, étant gainé par un ou deux fils de cuivre, ce qui permet d'augmenter la masse totale de ladite corde donc de produire un son beaucoup plus grave, tout en maintenant une tension et une inharmonicité acceptables.
Il y a trois facteurs qui influencent la fréquence d'une corde :
- longueur : tous les autres facteurs étant les mêmes, plus la corde est courte, plus la fréquence est élevée ;
- masse : tous les autres facteurs étant les mêmes, plus la corde est fine, plus la fréquence est élevée ;
- tension : tous les autres facteurs étant les mêmes, plus la corde est tendue, plus la fréquence est élevée.

Chaque corde est tendue entre une cheville, qui sert à l'accordage, et une pointe d'accroche. La cheville est plantée dans une pièce en bois dur ou, le plus souvent aujourd'hui, en multiplis de hêtre, nommée sommier. La longueur vibrante de la corde est comprise entre une agrafe, une barre du cadre, ou un sillet, et le chevalet de la table d'harmonie. Leur diamètre est défini par la tension et la sollicitation visées en fonction de leur longueur. Lorsqu'elle est accordée au diapason, la corde devra ainsi vibrer avec la plus grande plénitude spectrale et un minimum d'amortissement interne. Au-delà d'une certaine tension, la corde dépasse sa limite élastique et se déforme irrémédiablement avant de rompre. La tension des cordes étant d'environ 800 N, les 250 cordes d'un piano exercent une traction de plusieurs tonnes, par exemple vingt tonnes pour un piano de concert moderne.
Il y a plusieurs manières d'attacher les cordes à la pointe :
- montage indépendant de toutes les cordes par des bouclettes ;
- montage à cheval, chaque corde servant deux longueurs vibrantes ;
- montage mixte, pour éviter qu'une même corde serve à deux notes différentes : les notes à trois cordes par chœur sont montées avec une corde montée à cheval et une corde à bouclette.

Aucun de ces trois montages n'est clairement meilleur que les autres, si ce n'est que sur un montage en bouclettes, lorsqu'une corde casse, il reste deux cordes vibrantes, alors que sur un montage à cheval ce n'est pas toujours le cas.
De nombreux pianos modernes sont équipés de « maisonnettes » ou « d'échelles duplex » dans les aigus et le haut médium. Ce sont de petits sillets situés entre le chevalet et la pointe d'accroche, inventés par Steinway en 1872, qui ont pour objet de produire du contenu spectral supplémentaire pour enrichir les sons aigus. Leur rôle prête à controverse : accordés à la fréquence de la note, ils réduiraient l'énergie de la corde par un effet de filtre ; légèrement désaccordés, ils ajouteraient des composantes inharmoniques qui enrichiraient le spectre déjà naturellement inharmonique des cordes de pianos.
Julius Blüthner a breveté en 1873 un système qui utilise une corde supplémentaire ajoutée à chaque chœur appelée « système Aliquot ». Elle n'est pas directement sollicitée par le marteau, mais entre en résonance par sympathie en ajoutant une composante supplémentaire au timbre.
Les notes les plus graves n'ont qu'une grosse corde chacune (corde filée), les intermédiaires ont deux cordes, les aiguës trois (deux sur les piano-fortes anciens, d'où le nom d'una corda donné à la pédale douce). Le facteur viennois Conrad Graf a réalisé pour Beethoven un piano dont les aigus avaient quatre cordes par chœur, pour tenter de combattre les effets de sa surdité. S'inspirant de cette idée, les pianos de concert du facteur italien Borgato sont conçus avec quatre cordes par chœur pour les 44 notes supérieures de l'instrument.

#### La table d'harmonie
La table d'harmonie est une mince planche de bois (en moyenne 8 mm) idéalement plus mince sur ses extrémités qu'en son centre, renforcée par des nervures en bois appelées « raidisseurs » (ou encore « renforts »). Elle est mise en vibration par l'intermédiaire des chevalets, qui lui transmettent la force de la vibration des cordes. C'est la partie du piano où les matériaux employés sont de la plus grande importance. Dans les pianos de qualité, la table est réalisée en épicéa et constituée de planches collées entre elles par leurs bords. L'épicéa est choisi sur ces pianos pour son rapport résistance/poids élevé ; les meilleurs facteurs de piano utilisent d'ailleurs un épicéa avec un bois au grain fin et sans défaut et s'assurent, de plus, que le bois a séché durant une période suffisamment longue avant de l'utiliser. Pour les pianos bas de gamme, elle est réalisée en contreplaqué.
Les chevalets doivent être le plus au centre possible de la table, car les bords de la table sont fixés et ne peuvent pas vibrer ; c'est la raison pour laquelle, sur les très grands pianos, les cordes n'atteignent pas le bout de la table.

### Structure

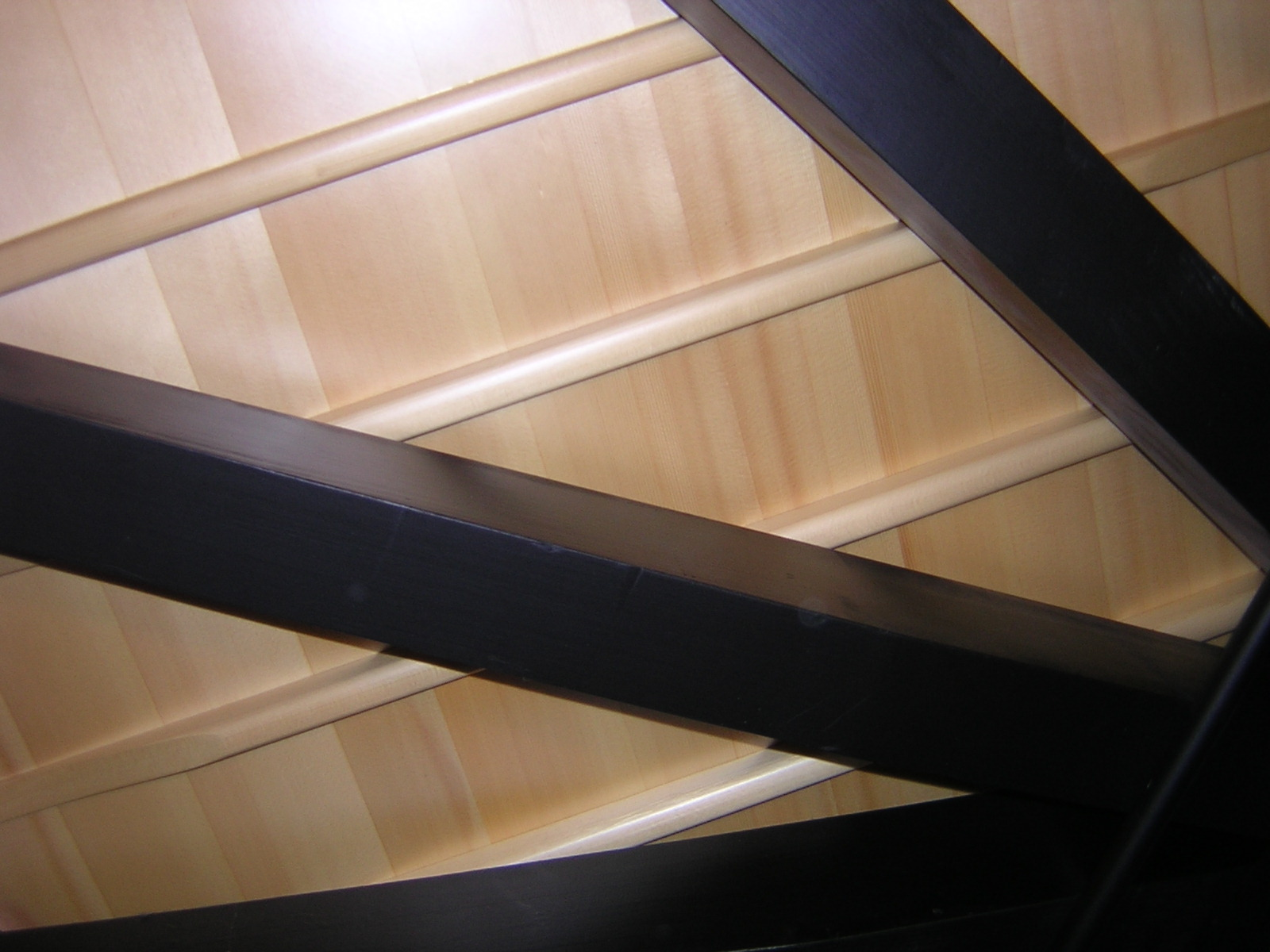
La table d'harmonie, surplombant le barrage.

Le piano moderne nécessite une structure solide, notamment pour soutenir l'importante tension des cordes. C'est pourquoi les matériaux utilisés dans la construction d'un piano comprennent le bois massif et des pièces en métal épaisses ; ainsi, même un petit piano droit peut peser aux alentours de 130 kg, un grand piano de concert Steinway modèle D pèse 480 kg. En 2021, le plus grand piano à queue est le piano Alexander, long de 5,7 mètres et pesant plus d'une tonne. Avant l'Alexander, il y avait le Borgato long de 3,33 mètres et pesant 700 kg. Le transport de tels instruments est généralement confié à un transporteur spécialisé appelé porteur de piano.
Habituellement, le piano repose sur de grosses poutres, nommées « barrage ». Sur le piano droit, elles se situent derrière l'instrument.
Sur les pianos très anciens (suivant les marques et les modèles, jusqu'aux alentours des années 1880 à 1910), il n'y a pas d'autre structure de renforcement ; c'est ce qu'on appelle — à tort, puisqu'ils n'ont pas de cadre — des pianos à cadre bois.
Sur le piano moderne, on a commencé à ajouter, du côté des cordes, de petits renforts métalliques, puis de grandes poutres métalliques parallèles sur les pianos à cordes parallèles, puis un cadre monobloc en fonte, permettant le croisement des cordes. On a aussi commencé à croiser les cordes en deux, voire trois éventails. Ce « piano à cordes croisées » permet une meilleure répartition de la tension et un éloignement des chevalets des bords de la table, là où ils sont incapables de vibrer.
Sur certains pianos droits économiques, le cadre métallique est fait de telle manière qu'il n'y a plus besoin de barrage, ce type de cadre est nommé « cadre autoporteur ».
Le piano à queue est quant à lui entouré d'une caisse nommée « ceinture ».

## Entretien et réglages
Le piano nécessite un bon entretien et un grand nombre de réglages importants, en sus de son accord, qui n'est jamais que le réglage de la tension des cordes.
Pour produire le son d'une note, une soixantaine de pièces mécaniques sont mises en jeu ; toutes peuvent avoir de petits décalages, ou nécessiter un réglage tridimensionnel.
Avertissement : certaines des opérations sommairement décrites ci-dessous peuvent entraîner des réparations onéreuses si elles sont mal comprises ou effectuées.

### Technique d'accord

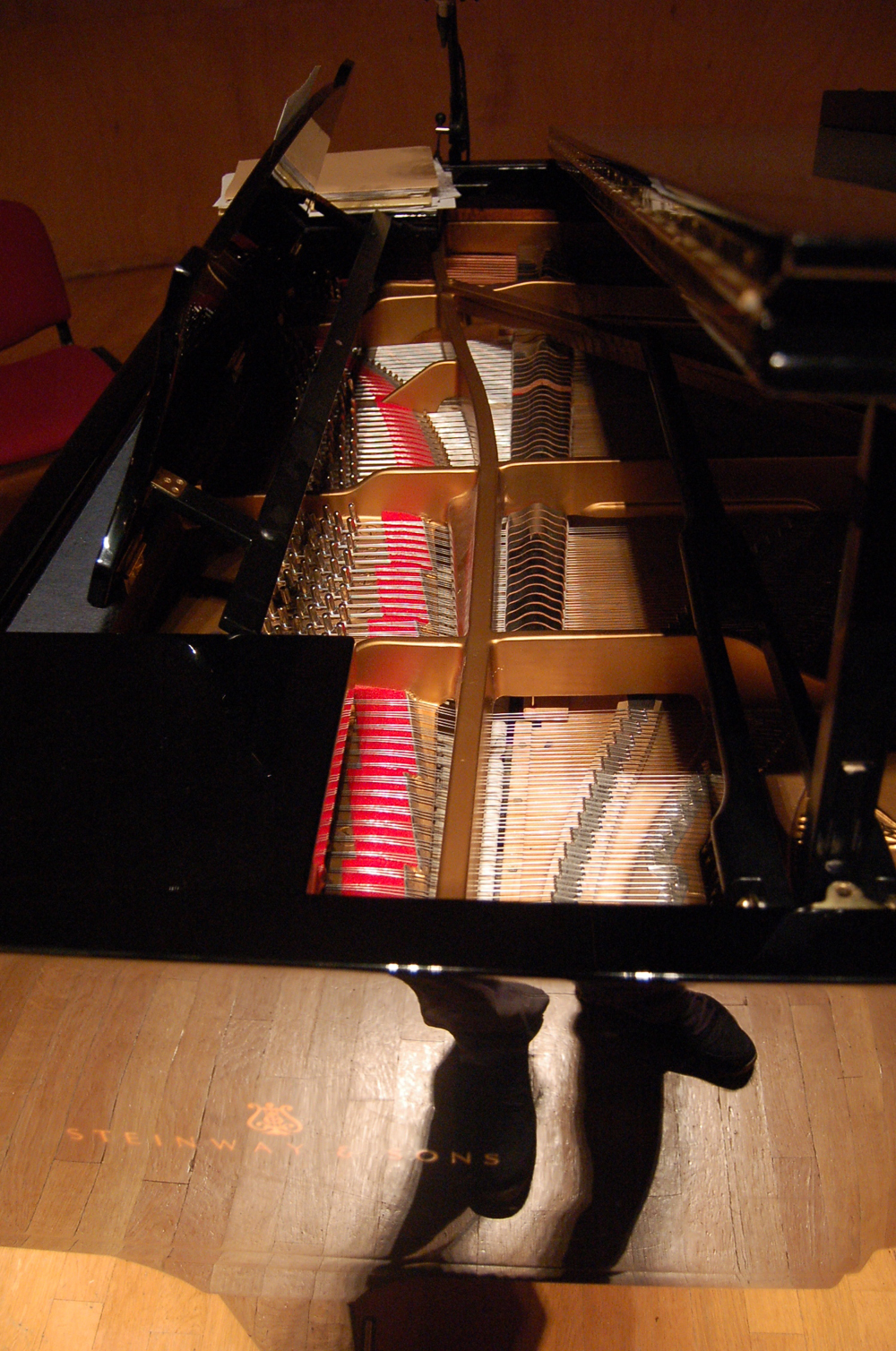
Intérieur d'un piano à queue.

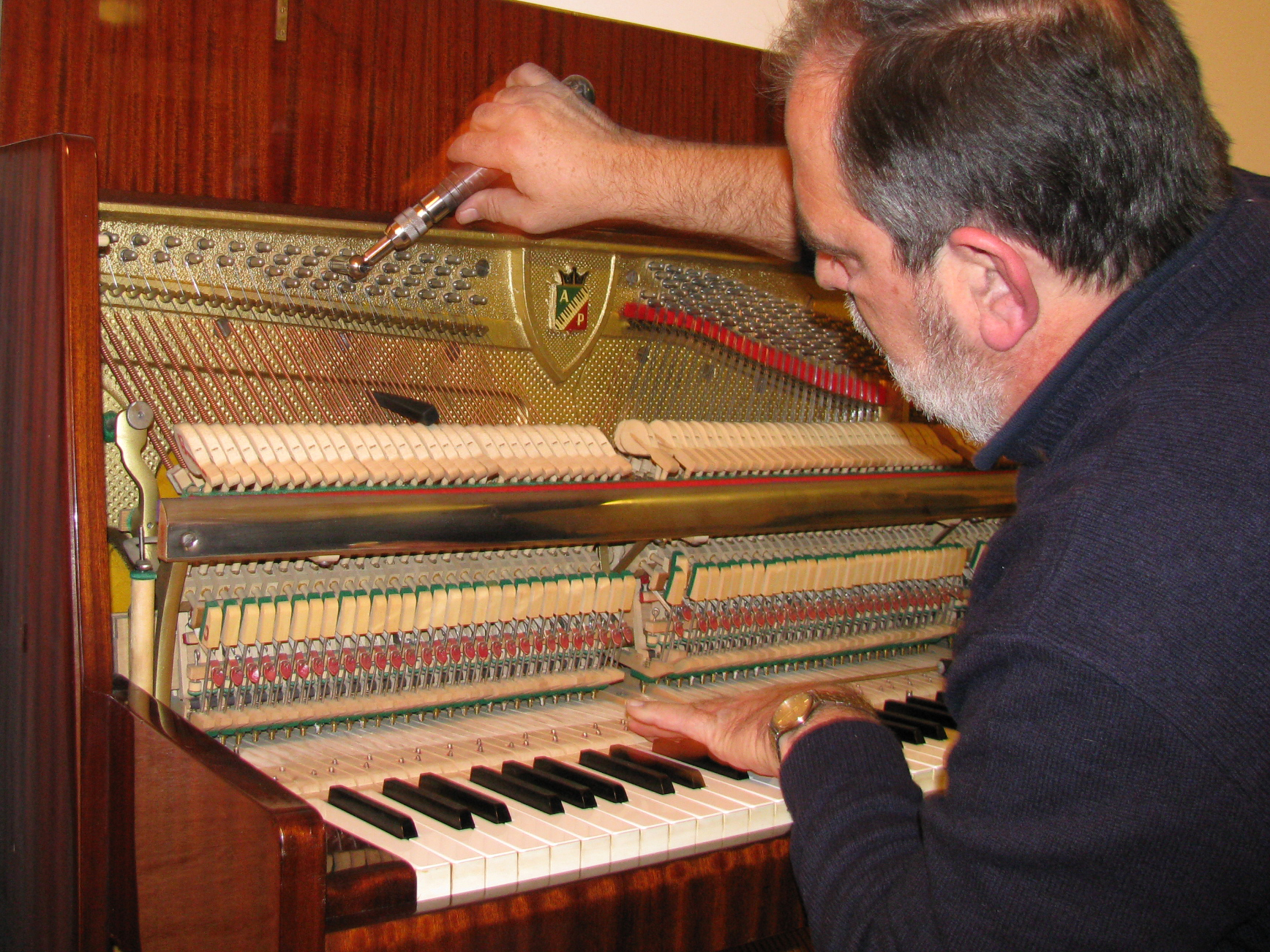
Accord d'un piano droit.

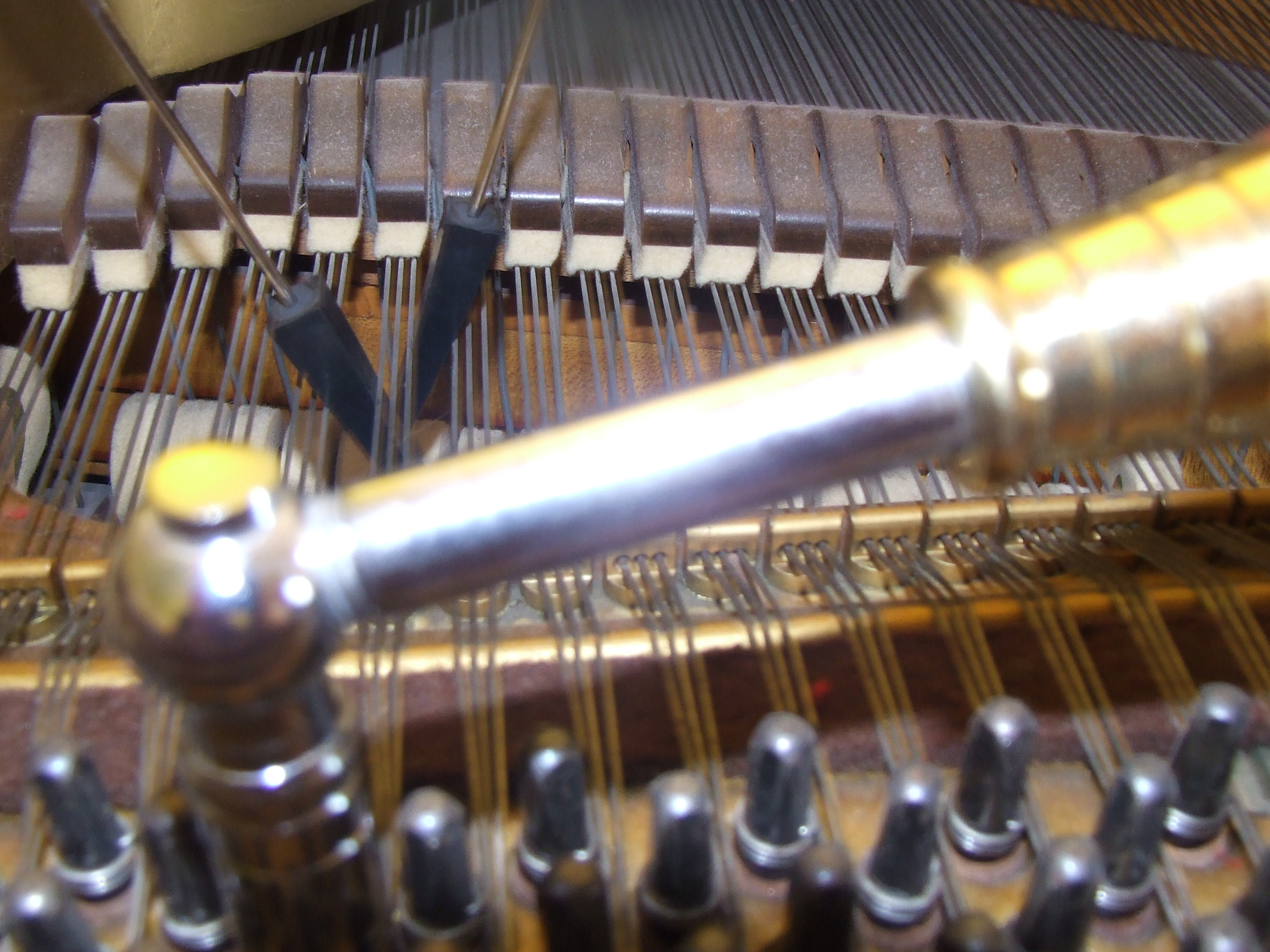
Clé d'accord.

En principe, l'accord du piano se fait selon le tempérament égal, c'est-à-dire, pour le cas précis du piano, instrument inharmonique, dans la version acoustique de ce tempérament, indépendamment de la série standard des fréquences calculées.
Le piano s'accorde suivant une certaine hauteur de diapason. L'Europe a connu tout au long de son histoire une grande variété de diapasons, parfois très éloignés les uns des autres. La hauteur du la3 est normalisée depuis 1939 à 440 Hz, mais les pianos sont souvent accordés légèrement plus haut, notamment lorsqu'ils accompagnent un orchestre, jusqu'à 445 Hz. La tonalité d'invitation du téléphone fixe en France au Canada, aux États-Unis et possiblement ailleurs aussi, à 440 Hz, peut servir à vérifier le diapason.
Pour accorder un piano, l'accordeur utilise une clef d'accord (munie d'un embout carré ou rectangulaire sur les pianos antiques ou étoilé à huit branches, d'une taille correspondant à celle des têtes des chevilles — trois tailles différentes selon les marques —), un assortiment de diapasons, souvent des gants et un plectre (qui peut être confectionné dans une chute d'ivoire), une bande de feutre ou un assortiment de coins destinés à étouffer certaines cordes (considérés comme plus efficaces que la bande de feutre).
Le maniement de la clef est délicat : il ne s'agit pas de tourner simplement la clef, car les différentes pentes de la corde migrent avec un certain retard et doivent être équilibrées entre elles, tout comme les différentes cordes des graves aux aigus. Il faut tourner la clef en restant dans l'axe de la cheville, sans essayer de l'incliner ou de la tordre, ce qui aurait des effets néfastes sur la tenue d'accord. Pour la plupart des pianos, il faut approcher la justesse par le bas, en ayant très peu à remonter et en laissant l'élasticité de la corde finir le travail, pour éviter de stocker la tension dans le sur-diapasonnement, longueur de corde entre le sillet (ou l'agrafe) et la cheville, dont la surtension ne ferait que désaccorder le piano par la suite.
En effet, obtenir un piano immédiatement juste est une chose, obtenir un piano qui reste juste longtemps en est une autre. À cette fin, surtout si l'instrument n'est pas accordé régulièrement, et afin d'équilibrer les tensions dans l'instrument, il ne faut pas hésiter à effectuer avant l'accord un, deux, voire trois pinçages, technique de rééquilibrage des tensions généralement employée pour remonter un piano au diapason ; il est souvent préférable de le faire en deux visites si le diapason est vraiment trop bas et de reprendre alors l'accordage au bout de quelques semaines ou jours lorsque l'instrument aura travaillé avec les centaines de kilos de tension supplémentaires appliquées. D'une façon générale, l'entretien de l'accord consistant à entretenir l'équilibre des tensions des cordes dans les trois dimensions de l'espace, il ne faut jamais hésiter à faire accorder son piano relativement souvent.
La cheville, quant à elle tenant à frottement dur[pas clair] dans un bloc en hêtre, se vrille sur elle-même lorsque l'on tourne la clef. Dans un sommier en bon état, on peut laisser la cheville légèrement vrillée, la tension de la corde la tirant de son côté. Ceci fait en quelque sorte un blocage qui permet une meilleure tenue de l'accord et présente un autre avantage : si le blocage lâche, la corde est légèrement retendue, ce qui est moins perceptible que l'inverse. C'est la bonne tenue (le « calage ») des chevilles qui est le geste le plus long à maîtriser pour l'apprenti accordeur, les pianos réagissant différemment à cause de la glisse plus ou moins bonne des cordes dans les divers coudes. La qualité du son diffère selon la manière dont l'accordeur cale la cheville et équilibre la tension des différents brins situés en amont et aval des sillets.
Sur un piano, la plupart des notes sont produites par plusieurs cordes vibrant en sympathie. Aussi, si deux de ces cordes produisent une fréquence différente même légèrement, la sonorité devient désagréable ; cet effet peut cependant être recherché, dans le cas du piano bastringue. L'accord des deux et trois cordes ensemble s'appelle l'« unisson ». Les effets de phase entre les cordes, c'est-à-dire le temps plus ou moins long entre l'impact du marteau et la stabilisation des phases entre elles, font que différents timbres peuvent être obtenus selon la façon d'accorder les unissons ; il s'agit en fait plutôt d'une utilisation de l'énergie sonore mettant l'accent soit sur l'attaque, soit sur le son rémanent. Par sa frappe et son écoute, l'accordeur génère déjà un type de dynamique sonore qui lui convient.
Pour construire le tempérament, on utilise une octave de référence qui sert de modèle pour toute l'étendue du piano. On commence par accorder une corde en fonction du diapason, en étouffant les autres cordes avec un coin d'accord ou une bande de feutre insérée entre les cordes, puis on trouve la hauteur des autres notes de cette octave en accordant des intervalles et en comparant les battements de partiels que ces intervalles génèrent lorsqu'ils sont plaqués (notes entendues simultanément). Une fois la partition de l'octave de référence réalisée, les autres notes sont accordées octave par octave au moins sur une corde, en réalisant d'oreille des preuves : comparaisons d'intervalles entre eux. Puis, on libère une autre corde dans chaque chœur et on cherche à en faire disparaître les battements. Plus on est proche de l'unisson, plus la fréquence du battement diminue, jusqu'à disparaître. L'accordeur expérimenté prend soin de gérer l'attaque et le son rémanent de chaque note de façon à fournir une sensation agréable et égale tant pour l'oreille que pour les doigts du pianiste qui « écoute » beaucoup avec ses doigts.
À la différence des autres instruments à accord par chevilles, comme la harpe et le clavecin, que l'instrumentiste accorde toujours lui-même, les pianistes qui savent accorder un piano sont très rares[réf. souhaitée]. Accorder un piano demande du temps, de la patience et nécessite une formation professionnelle. Suivant l'état du piano (écart à la justesse, élasticité des cordes, importance des frottements : frein du sommier autour des chevilles, frottement de la corde sur ses points de contact), et l'état de l'accordeur (expérience, état de forme, exigence, éventuel bruit ambiant néfaste, présence ou absence d'outils logiciels), il faut compter de 40 minutes à deux heures et demie — hors opérations annexes — pour accorder un piano. Pour un clavier de 88 touches, on compte environ 220 cordes et autant de chevilles qui doivent être vérifiées. Il faut souligner également qu'une tentative d'accord par un amateur non formé sur un piano très faux, nécessitant une tension supplémentaire de centaines de kilogrammes, parfois plus d'une tonne, peut éventuellement se solder par la casse du piano : rupture irrémédiable du cadre.
Il existe des logiciels et des appareils d'accord destinés au piano ou génériques. Par leur prix et les connaissances qu'ils supposent, ces outils s'adressent à un public de techniciens confirmés et ne sont d'aucune utilité à des amateurs : leur intérêt est de pouvoir travailler dans un environnement bruyant et de pouvoir recopier le même accord d'un technicien à l'autre sur un piano de concert pour le stabiliser au mieux ; ils permettent aussi de proposer une grande variété d'étirement des aigus selon les goûts du pianiste.

## La place du piano dans la musique

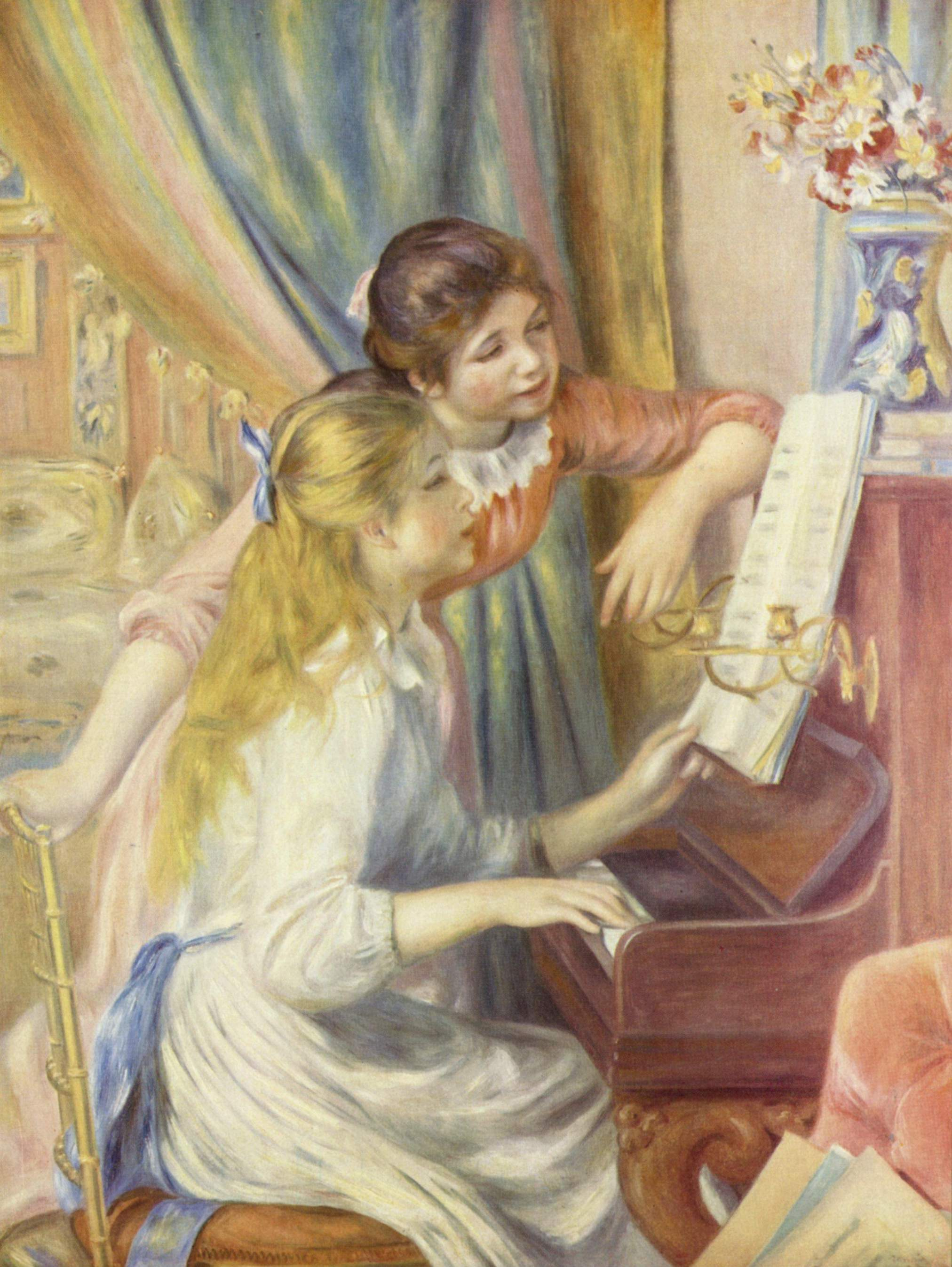
Jeunes filles au piano, un Pleyel modèle « Romantica », (Auguste Renoir, 1892-1893).

### Le piano et les genres musicaux
Le piano est l'un des instruments les plus utilisés dans la musique classique occidentale[réf. souhaitée]. Il permet de réaliser de nombreuses combinaisons sonores, ce qui en fait également l'instrument de prédilection de nombreux compositeurs, même si ce n'est pas celui avec lequel ils jouent leurs œuvres. Par exemple, Maurice Ravel a composé toutes ses œuvres au piano, de même que Georges Brassens qui chantait avec sa guitare. Exception parmi les compositeurs majeurs de l'époque classique et romantique, Hector Berlioz tirait sa compétence harmonique et polyphonique de la pratique de la guitare et était un des très rares à ne pas être pianiste. Les chefs d'orchestre sont d'ailleurs souvent pianistes de formation.
Le piano est également couramment employé dans d'autres genres musicaux, tels que le jazz, le blues ou le ragtime, ainsi que la salsa et aussi dans le Chaâbi_(Algérie) un style de musique propre à l'Algérie. Moins fréquemment présent dans le rock 'n' roll (Jerry Lee Lewis, etc.), le rock (Pink Floyd, Elton John, Queen, Muse, etc.) et dans certains courants pop (ABBA, etc.), il y est souvent remplacé par les claviers électroniques. Il a aussi fait son apparition plus récemment dans le rap.

### Le piano, instrument polyvalent
Avant l'invention du phonographe, les éditeurs publiaient des versions pour piano (souvent à quatre mains) des œuvres de musique de chambre ou orchestrales. De grands compositeurs ont produit des réductions pour piano de leurs propres œuvres : Beethoven a transcrit au piano à quatre mains sa Grande Fugue (initialement pour quatuor à cordes), Liszt a transcrit les neuf symphonies de Beethoven. Le processus contraire, l'orchestration, n'est pas moins courant ; parmi les plus célèbres figurent les Tableaux d'une exposition de Moussorgski (la plus jouée étant l'orchestration de Ravel), les Danses hongroises de Brahms ou les Gymnopédies de Satie.
Par son aptitude à « chanter » des mélodies (Romances sans paroles de Mendelssohn) aussi bien qu'à produire des images harmoniques, le piano est très utilisé en accompagnement de la voix : chœurs, lieder, mélodies... Pour la même raison il est aussi utilisé en musique de chambre : en duo avec un autre instrument (souvent le violon, la flûte…), trios avec piano, quatuors avec piano, quintettes avec piano, voire duos de pianos.
Il est également l'instrument soliste dans un répertoire pléthorique de concertos pour piano.
Il est enfin l'instrument pédagogique par excellence car polyphonique, polyrythmique, simple d'utilisation et suffisamment sonore. Il est donc utilisé dans une majorité des classes de solfège, des écoles de musique et des conservatoires comme instrument principal du pédagogue.

### Le piano classique
Le piano est un instrument qui descend du clavecin. C'est pour cela que le répertoire pour piano est un répertoire d'emprunt au clavecin (comme précédemment le clavecin en avait emprunté au luth), d'ailleurs leurs répertoires resteront mêlés tard dans les XVIIIe siècle, tant que le piano n'aura pas supplanté le clavecin dans les foyers. Ainsi, les œuvres de Jean-Sébastien Bach et Domenico Scarlatti sont désormais très largement jouées au piano. Si la période classique suit (avec quelque chevauchement) celle dite baroque, le piano étant alors un instrument nouveau, il encourage une écriture nouvelle, c'est pourquoi on ne trouve pas de répertoire qui lui soit exclusivement dévolu avant le classique.
Muzio Clementi, de quatre ans l'aîné de Mozart, est considéré comme le premier compositeur pour piano sans doute par sa prompte installation en Angleterre, alors à la pointe de la production de cet instrument. Mozart, grand amateur de pianos, a dû composer avec son environnement social même si, avec l'appui de son père, il a contribué à son développement en jouant partout sur l'instrument qu'il transportait. Joseph Haydn, dans son relatif isolement, a davantage tardé à écrire pour le piano. Même Ludwig van Beethoven, à ses débuts, a dû composer avec le conservatisme instrumental viennois, ses œuvres restant, dès le début, consacrées au piano. Il a ainsi créé une œuvre monumentale (dont ses 32 sonates sont le pilier) où il est difficile de savoir si l'instrument évolue suivant son écriture ou si c'est Beethoven qui exploite immédiatement les possibilités qui lui sont offertes par les nouveaux instruments. Chez ses successeurs presque tous grands virtuoses et plus grands compositeurs de leurs époques, le clavecin est oublié.
Citons les noms de ceux qui du XIXe au XXe siècle ont laissé un corpus marquant (ou quelques œuvres remarquables) pour le piano : Franz Schubert, John Field, Frédéric Chopin, Robert Schumann, Franz Liszt, Johannes Brahms, Gabriel Fauré, Claude Debussy, Maurice Ravel, Erik Satie, Charles Koechlin, Isaac Albéniz, Enrique Granados, Piotr Ilitch Tchaïkovsky, Serge Rachmaninov, Alexandre Scriabine, Karol Szymanowski, Serge Prokofiev, Nikolaï Miaskovski, Dmitri Chostakovitch, Béla Bartók,  et de nombreux autres compositeurs moins connus pour leurs pièces pour piano comme Igor Stravinsky ou Anton Webern.

### Formes employées (piano classique)
Les genres de compositions pour le piano sont principalement :
- à l'époque baroque (répertoire initialement prévu pour clavecin ou autres instruments à clavier) on retrouve principalement des formes issues de danses et des formes contrapuntiques : la partita, la suite, la fugue, la toccata, la passacaille, la sonate, la gavotte, les variations...
- à l'époque classique : la sonate, la fantaisie, la bagatelle et d'autres formes aristocratiques.
- à l'époque romantique, en plus de la sonate, apparaissent des formes plus libres et d'origines diverses : le nocturne, l'Impromptu, le scherzo, la ballade, la fantaisie, la mazurka, la valse, la rhapsodie, le prélude... Cette époque verra aussi la naissance du concerto pour piano dans sa forme moderne, généralement une pièce de bravoure nécessitant une maîtrise complète de l'instrument.

### Compositeurs pour piano (horsmusique classique)
Le piano trouve sa place dans une multitude de styles musicaux.
- Tout d'abord le ragtime et son maître Scott Joplin, avec un style d'écriture rythmique qui influencera particulièrement les générations suivantes de jazzmen.
- Les virtuoses du jazz comptent Art Tatum, Count Basie, Duke Ellington, Fats Waller ou Lionel Hampton. Viendront ensuite : Bud Powell, Thelonious Monk, Bill Evans, Dave Brubeck, Erroll Garner, Oscar Peterson, Horace Silver, Paul Bley, Keith Jarrett, Chick Corea, Herbie Hancock, Ahmad Jamal ou encore Brad Mehldau.
- Plus tard apparaissent le rock, la pop et la soul avec notamment des artistes ou groupes tels Ray Charles, Stevie Wonder, The Beatles, Supertramp, Pink Floyd, Queen, Lynyrd Skynyrd, Muse, The Blues Brothers, etc. The Doors utilisent en outre un clavier dédié aux parties de basse. Cependant, ces styles et groupes n'utilisent pas le piano de façon aussi riche ou complexe que les musiciens de classique ou de jazz.
- Le piano rock, comme son nom l'indique, est un style de musique rock accompagné de façon plus ou moins importante au piano. Ses fondateurs sont notamment Jerry Lee Lewis, Little Richard, Elton John et Billy Joel.
- Le piano fait aussi son entrée dans l'univers du rap, avec la composition de versions instrumentales de titres de rap en collaboration avec de nombreux rappeurs. Ce courant est par exemple représenté en France par le pianiste Sofiane Pamart qui est en outre compositeur de pièces de musique néo-classique pour piano solo qu'il interprète en concert[45].

## Modèles
Certains des piano-fortes les plus anciens ont des formes qui ne sont plus utilisées : le piano carré, par exemple, avec ses cordes et son cadre dans un plan horizontal comme le clavicorde et sa mécanique similaire à celles des pianos droits. Les pianos carrés furent produits durant le début du XIXe siècle ; leur son est considéré comme étant meilleur que celui du piano droit. La plupart n'avaient pas de cadre, même si les derniers modèles comprenaient de plus en plus de métal (ébauches de cadre). Le piano girafe, a contrario, avait une mécanique analogue à celle du piano à queue, mais avec les cordes disposées verticalement comme le clavicytherium ; l'instrument, de haute taille, était cependant assez rare.
Le plus ancien piano-forte se trouve au Metropolitan Museum of Art de New York.

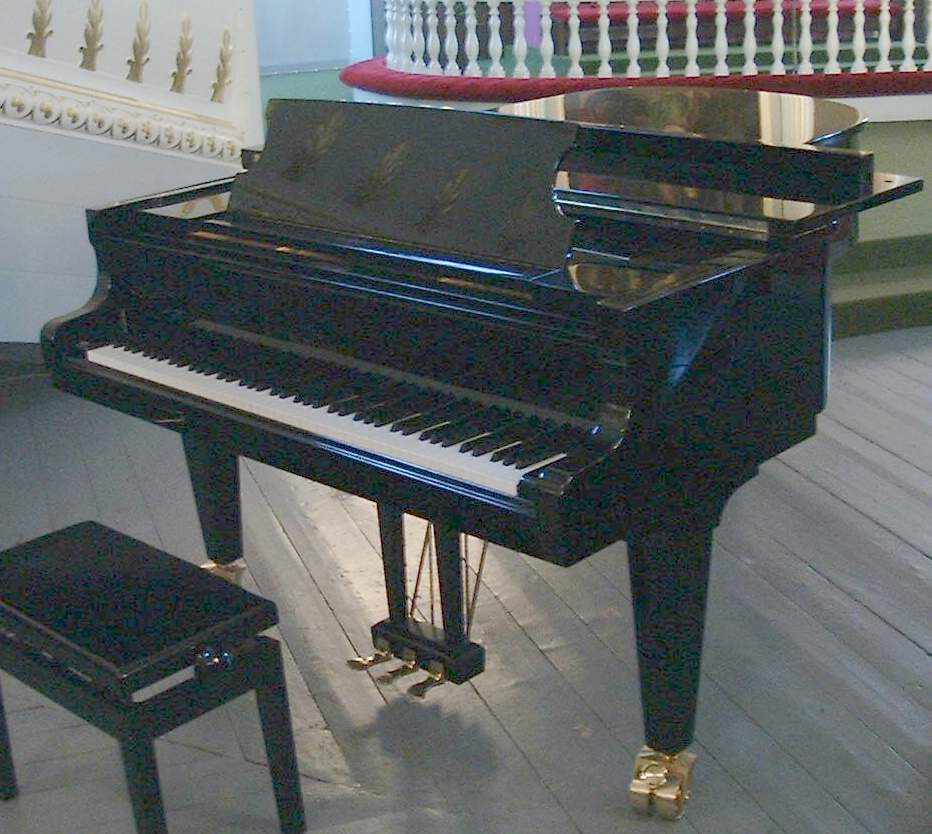
Piano à queue.
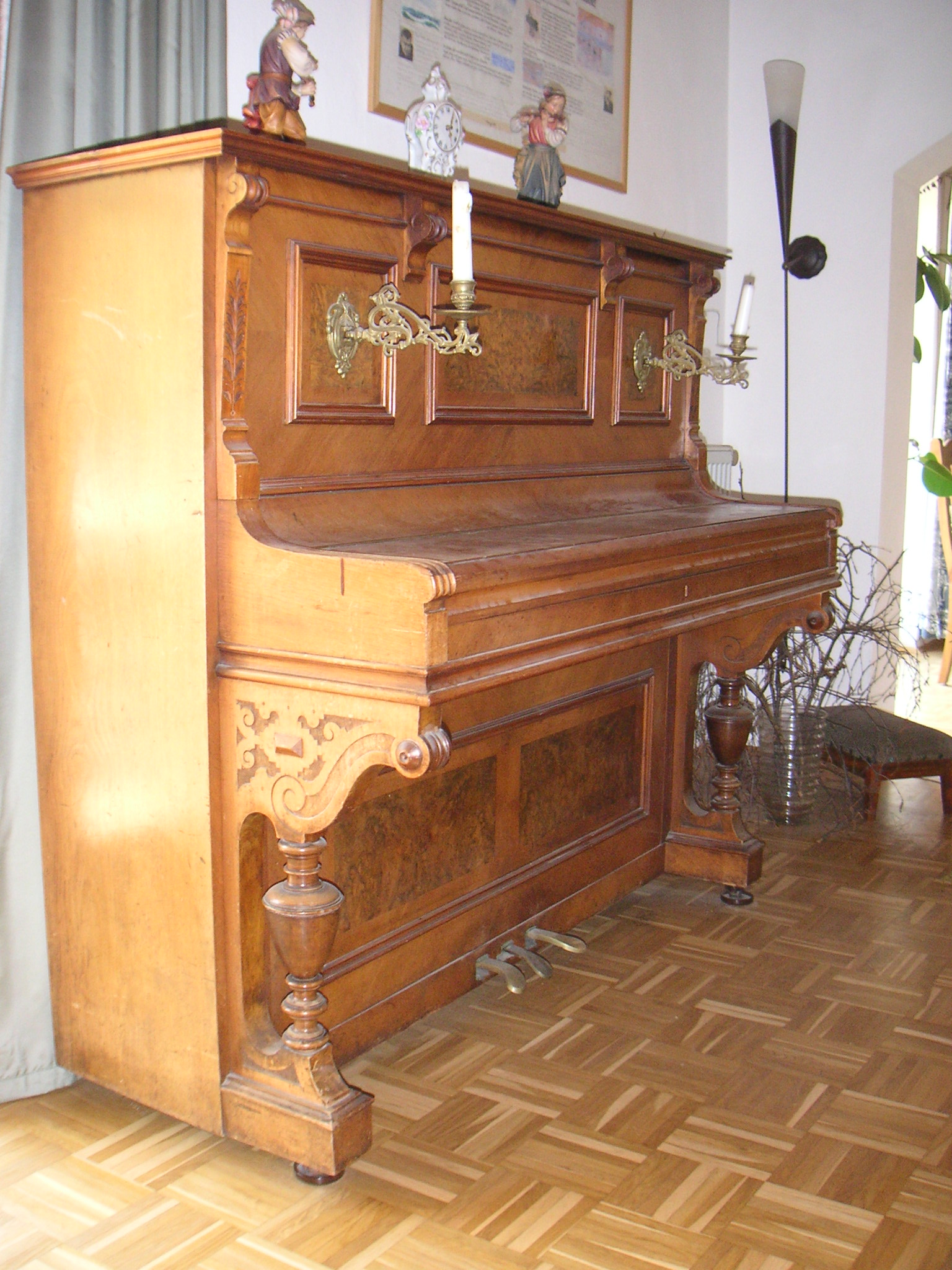
Piano droit en bois ancien (entre 1890 et 1940).
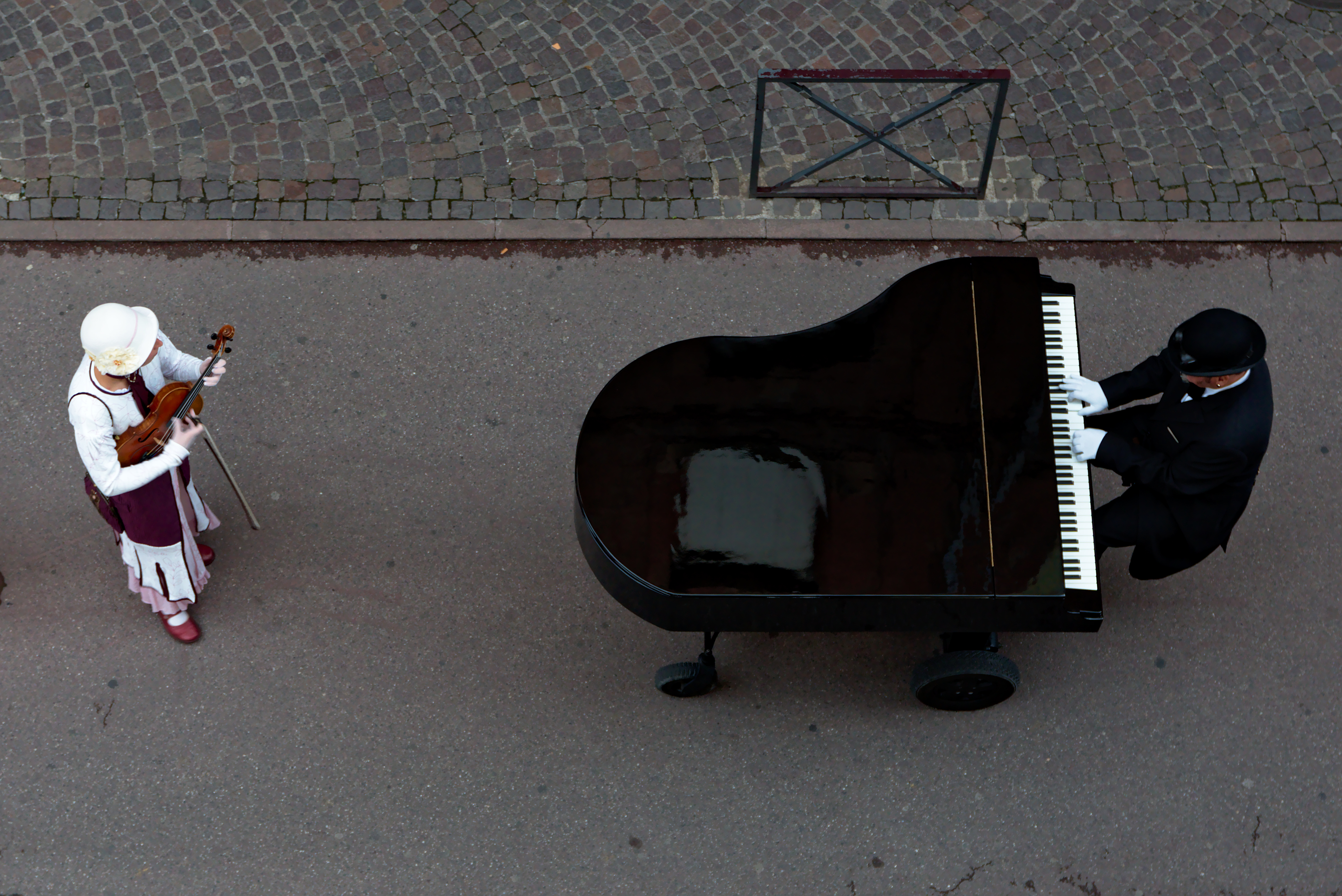
Piano mobile[46].

### Liste des différents modèles
On distingue deux catégories fondamentales :
1. Pianos droits : tout sauf le clavier y est disposé verticalement ; les plus grands modèles peuvent sonner en timbre mais pas en volume comme des instruments de concert et servent parfois en studio ;
2. Pianos à queue : tout y est disposé horizontalement, les cordes étant positionnées dans le sens avant-arrière.

Dans ces catégories, on trouve divers modèles dont l'appellation correspond à la taille :
- piano d'étude (moins haut que les grands modèles) ;
- piano épinette (le moins haut de tous, rarement moins de 0,90 m. L'appellation[réf. nécessaire] et la définition viennent des États-Unis puisqu'il y fut créé dans les années 1930 pour agrémenter les familles moyennes américaines ; sa mécanique étant déportée sous le clavier, comme chez Gaveau qui en fit un, le modèle menuet (de sept octaves du do de 32 Hz à celui de 4 096) ; en voie de disparition à la suite du développement des pianos électroniques) ;

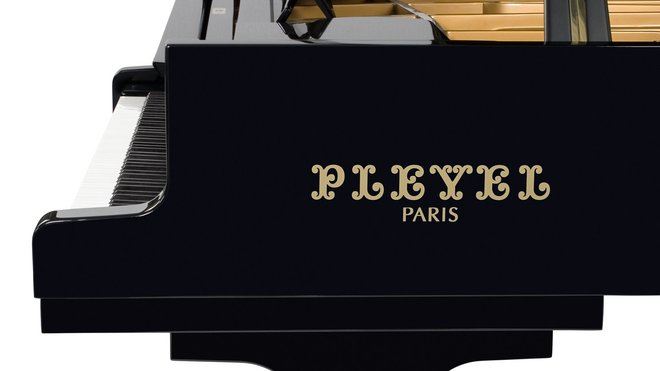
Grand piano à queue de concert contemporain P280 Pleyel.

- piano console (piano droit dont le mécanisme, bien qu'au-dessus du clavier, est réduit pour limiter la taille. L'appellation étant anglaise, les Américains le considèrent comme plus grand que le précédent, jusqu'à 1,15 m environ) ;
- piano à queue de concert (jusqu'au-delà de 3 mètres, la taille la plus courante étant environ 2,75 m) ;
- piano trois-quarts-de-queue (jusqu'à 2,40 m environ) ;
- piano demi-queue (jusqu'à 2,11 m) ;
- piano quart-de-queue (jusqu'à 1,70 m environ) ;
- piano crapaud (piano à queue plus court que large) ;
- piano girafe (à queue verticale, n'est plus fabriqué) ;
- piano double (à deux claviers, un à chaque extrémité) ;
- piano carré, ou piano-table (rectangulaire à disposition horizontale et dont les cordes s'étendent entre les côtés ; pouvait servir de table quand les couvercles étaient fermés, prisé par la petite bourgeoisie entre la fin du XVIIIe siècle et la deuxième moitié du XIXe siècle) ;
- piano de bateau, ou piano commode (piano droit à clavier basculant, pour un moindre encombrement) ;
- piano-pédalier (piano auquel est ajouté un « clavier pour les pieds » et tout ce qui s'ensuit, comme sur l'orgue, peu répandu même au XIXe siècle) ;
- piano mécanique (piano muni d'un mécanisme l'actionnant automatiquement) ;
- piano électrique (dont le piano électrique Yamaha, le Fender Rhodes ou le Piano électrique Wurlitzer) ;
- piano numérique ;
- piano silencieux ;
- piano jouet (utilisé dans certaines pièces de musique contemporaine, comme dans les interprétations de John Cage par Margaret Leng Tan, ainsi que par certains artistes populaires tel que Pascal Comelade, Chapi Chapo et les petites musiques de pluie et Pascal Ayerbe) ;

Pianos exceptionnels
Tous les facteurs de pianos réalisent des pianos exceptionnels (artcase). Certains ne sont que des décorations ou des modifications spectaculaires de l'existant (pieds travaillés, marqueterie, peinture), d'autres sont des modifications radicales comme les Pegasus de Schimmel ou le M. Liminal, dessiné par NYT Line et fabriqué par Fazioli. Cette tradition existe également en France où elle est portée par Pleyel avec des modèles signés par de grands artistes contemporains (Marco Del Re, Aki Kuroda et Jean Cortot) et de grands designers : Andrée Putman a ainsi créé pour Pleyel le piano Voie lactée de 2,17 m. En décembre 2012, Pleyel mène aussi une collaboration avec Peugeot ce qui aboutit à un piano design totalement inédit du côté de la modification radicale évoquée au début du paragraphe, avec une fabrication de la caisse entièrement réalisée en fibre de carbone, le Piano Peugeot Design Lab pour Pleyel. Le facteur de cordes et de Pianos Stephen Paulello, produit le notable "opus 102", de 102 notes soit 8 octaves1/2, à cordes parallèles et avec un cadre sans barre de renfort pour ne pas nuire à la diffusion du son. Il est réservé aux concerts.

## Facteurs de pianos réputés
- Baldwin (1857), États-Unis
- Bechstein (1853), Berlin, Allemagne ⇒ Zimmermann (1884), Hoffmann
- Blüthner (1853), Leipzig, Allemagne
- Bord Antoine, Jean-Denis (1843) Paris, France
- Borgato (1991), Padoue, Italie
- Bösendorfer Vienne, Autriche (1828)
- Broadwood (1728), Londres, Grande-Bretagne
- Burger & Jacobi (1875-1988), Bienne, Suisse
- Cavendish Pianos, Grande-Bretagne
- Chickering (1873-2002), Boston, États-Unis
- Collard & Collard (1815-1960), Londres, Grande-Bretagne
- Elcké (1849-1984), Paris, France
- Érard (1777-1959), Paris, France (la marque appartient à Pleyel ; non utilisée)
- Fazioli (1981), Sacile, Italie
- Feurich (1851), Vienne, Autriche
- Förster (1859), Löbau, Allemagne
- Gaveau (1847-1965), Paris, France (la marque appartient à Pleyel ; non utilisée)
- Graf (1804), Vienne, Autriche
- Grotrian-Steinweg (1855), Allemagne
- Heintzman, (1866), Canada
- Ibach (1794-2007), Allemagne
- Kawai (1930), Japon
- Kirkman (1730-1960), Londres, Grande-Bretagne
- Klein (1872), Paris, France
- Mason & Hamlin (1854), États Unis
- Lévêque & Thersen (1882), Paris, France
- Longman & Broderip (1767-1798), Londres, Grande-Bretagne
- Pape (1815-1875), paris, France
- Paulello (1990), France
- Petrof (1864), République tchèque
- Pleyel (1807), Paris, France
- Rameau (1971-2000), Montreuil-sous-Bois puis Alès, France (la marque appartient à Pleyel ; non utilisée)
- Rönisch (1845), Dresden-Neustadt, Allemagne
- Rippen (Klavierbauer) (de), Ede, Pays-Bas
- Samick (1958), Inchon, Corée, Gallatin, États-Unis, mais aussi Indonésie et Chine[52]
- Sauter (1819), Allemagne
- Schimmel (1885), Allemagne
- Schiedmayer (1735-1980), Stuttgart, Allemagne
- Seiler (1849), Allemagne
- Steingraeber & Söhne (1852), Allemagne
- Steinway & Sons (1853), États-Unis et Allemagne
- Stuart & Sons (1992), Australie
- Thürmer (en) (1834), Allemagne
- Wilh. Steinberg (1877), Eisenberg, Allemagne
- Yamaha (1887), Hamamatsu, Japon
- Young Chang (1956), Corée
- Zimmermann (1884), Allemagne

## Autres significations
- Du fait de sa large diffusion, on a surnommé « piano » de nombreux instruments de musique :
  - « Piano du pauvre » ou « piano à bretelles » : l'accordéon ;
  - « Piano à pouces » : la sanza (instrument africain) ;
  - « Piano de poche » : l'harmonica.
- « Piano » est également un terme italien indiquant une nuance — doucement — opposée à « Forte » signifiant « fort » ;
- Piano est aussi l'abréviation habituelle pour un « piano de cuisine » et désigne, dans le jargon des cuisiniers professionnels et des gastronomes, un plan de travail et de cuisson (fourneau) ;
- Piano en photographie argentique est un instrument de laboratoire composé de plusieurs volets mobiles utilisé pour chercher le temps d'exposition d'un tirage ;
- Piano est aussi une commune française de la Haute-Corse ;
- En argot, le piano est le service anthropométrique de la police. Allusion à la prise des empreintes digitales durant laquelle les doigts sont allongés comme ceux d'un pianiste sur le clavier ;
- En navigation à voiles, le piano désigne le système de coinceurs (taquets) qui permettent de centraliser tous les bouts au cockpit, pour permettre le contrôle des voiles par une personne seule qui peut alors rester à la barre.